# Griechenland beim Eurovision Song Contest
Teilnehmende Rundfunkanstalt

Erste Teilnahme
1974
Anzahl der Teilnahmen
45 (Stand 2025)
Höchste Platzierung
1 (2005)
Höchste Punktzahl
252 (2004)
Niedrigste Punktzahl
7 (1974)
Punkteschnitt (seit erstem Beitrag)
75,40 (Stand 2019)
Punkteschnitt pro abstimmendem Land im 12-Punkte-System
2,63 (Stand 2019)
Dieser Artikel befasst sich mit der Geschichte Griechenlands als Teilnehmer am Eurovision Song Contest.

## Regelmäßigkeit der Teilnahme und Erfolge im Wettbewerb

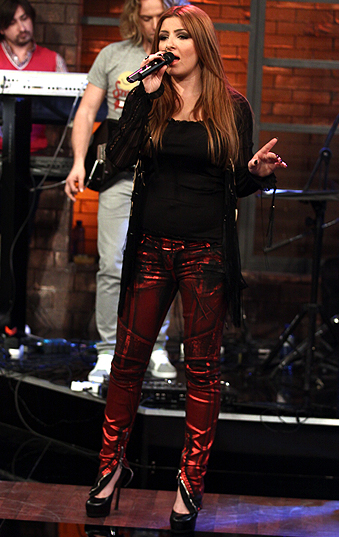
Elena Paparizou nahm 2001 als Teil der Band Antique teil und gewann 2005 als Solokünstlerin den Wettbewerb für Griechenland

Griechenland nahm 1974 zum ersten Mal am Eurovision Song Contest teil. Mit Platz 11 von 17 wurde allerdings nur ein mäßiges Ergebnis erreicht. Die 7 Punkte die Griechenland erreichte stellen zudem die niedrigste Punktzahl des Landes bis heute beim Wettbewerb dar. 1975, als die Türkei ihr Debüt gab, setzte Griechenland beim Wettbewerb aus, kehrte 1976 aber schon wieder zurück. Mit Platz 13 von 19 wurde aber wieder nur ein mäßiges Ergebnis geholt. Von 1977 bis 1979 erreichte Griechenland dann drei Mal in Folge einen Platz unter den besten Zehn. Der fünfte Platz 1977 mit 92 Punkten war dabei lange Griechenlands beste Platzierung und höchste Punktzahl. 1980 wurde mit Platz 13 dann wieder nur eine durchschnittliche Platzierung erreicht. 1981 hingegen wurde mit Platz 8 wieder ein Platz unter den besten Zehn erreicht. 1982 verzichtete Griechenland dann erneut auf die Teilnahme: Melina Mercouri, die kurz zuvor in ihrem Heimatland Kulturministerin geworden war, untersagte dem griechischen Fernsehsender die Teilnahme; der Wettbewerb sei qualitativ nicht hochwertig genug, als dass er ein Forum für die griechische Musikszene böte. 1983 kehrte Griechenland dann aber schon zum Wettbewerb zurück, holte mit Platz 14 aber erneut nur eine durchschnittliche Platzierung. 1984 sollte dann Polina das Land vertreten. Allerdings zog der griechische Sender kurz vor dem Wettbewerb seine Teilnahme zurück, da das Datum des ESCs 1984 auf einen griechischen Feiertag fiel. 1985 nahm Griechenland dann aber wieder teil. Die Rückkehr 1985 war allerdings genauso erfolglos wie 1983 schon. Das Land landete auf Platz 16 von 19 und damit eher im hinteren Bereich. 1986 verzichtete Griechenland dann von vorne rein auf eine Teilnahme. 1987 kehrte das Land dann aber schon zurück.
Bei der Rückkehr 1987 wurde mit Platz 10 dann zum ersten Mal seit sechs Jahren wieder eine Platzierung unter den besten Zehn erreicht. 1988 hingegen landete Griechenland nur auf Platz 17. 1989 wurde mit Platz 9 dann erneut ein Ergebnis unter den besten Zehn erreicht. 1990 wurde mit Platz 19 dann wieder nur eine Platzierung im hinteren Bereich erzielt. 1991 gab es dann mit Platz 13 wieder nur eine durchschnittliche Platzierung. 1992 holte Cleopatra dann mit Platz 5 das beste Ergebnis seit 1977. Mit 94 Punkten erreichte sie zu dem eine neue Höchstpunktzahl für Griechenland im Wettbewerb. 1993 wurde dann erneut ein gutes Ergebnis mit Platz 9 erzielt. Ab 1994 war Griechenland dann aber nur noch wenig erfolgreich im Wettbewerb.
1994 und 1996 konnte das Land dann nur Platz 14 erreichen, womit wieder nur durchschnittliche Platzierungen erreicht wurden. 1995 und 1997 war Platz 12 ebenfalls nur eine durchschnittliche Platzierung. 1998 wurde mit Platz 20 von 25 dann das schlechteste Ergebnis seit acht Jahren erzielt. Aus diesem Grund musste das Land dann 1999 beim Wettbewerb aussetzen. Im Jahre 2000 verzichtete das Land dann zum ersten Mal seit 1986 wieder freiwillig auf eine Teilnahme. Im Jahre 2001 kehrte das Land dann zum Wettbewerb zurück. Die Band Antique holte mit Platz 3 dann Griechenlands bestes Ergebnis bis dahin beim Wettbewerb. Mit 147 Punkten holten sie zudem eine neue Höchstpunktzahl für das Land beim Wettbewerb. Die Interpreten von 2002 und 2003 konnten allerdings nicht an diesen Erfolg anknüpfen und holten jeweils nur Platz 17. Ab 2004 ging es für Griechenland dann aber steil bergauf und das Land wurde zu einem der erfolgreichsten Länder im Wettbewerb.
2004 konnte Sakis Rouvas schließlich Platz 3 für Griechenland holen und damit den Erfolg von Antique im Jahr 2001 wiederholen. Mit 252 Punkten holte er zudem eine neue Höchstpunktzahl für Griechenland im Wettbewerb. Bis heute ist es die höchste jemals erreichte Punktzahl für Griechenland im Wettbewerb. 2005 gelang dann Griechenland sein bisher größter Erfolg beim Wettbewerb. Elena Paparizou, die bereits 2001 als Teil der Band Antique teilnahm und Platz 3 holte, gewann den Wettbewerb für Griechenland mit 230 Punkten. Im Folgejahr richtete Griechenland dann den Wettbewerb aus. Anna Vissi, die bereits 1980 für Griechenland startete, konnte mit Platz 9 dann wieder ein gutes Ergebnis für das Land erzielen. Auch Sarbel im Jahr 2007 erreichte mit Platz 7 wieder einen Platz unter den besten Zehn. 2008 musste Griechenland am Halbfinale teilnehmen, welches Kalomira für sich gewinnen konnte. Im Finale erreichte sie dann mit Platz 3 eine weitere erfolgreiche Platzierung für Griechenland. Auch 2009 konnte Sakis Rouvas, der 2004 bereits Platz 3 für Griechenland holte, mit Platz 7 sich einen Platz unter den besten Zehn sichern. Auch Giorgos Alkeos, der im Halbfinale Zweiter wurde, holte mit Platz 8 eine weitere Platzierung für Griechenland unter den besten Zehn im Wettbewerb. 2011 konnte Griechenland dann erneut das Halbfinale für sich gewinnen und landete dann im Finale auf Platz 7 und holte damit seine achte Platzierung in Folge unter den besten Zehn. Dies stellt einen bis heute ungebrochenen Rekord seit der Einführung der Halbfinals 2004 im Wettbewerb dar. Umso schlimmer war es, dass Griechenland 2012 nur Platz 17 erreichte, womit das schlechteste Ergebnis seit neun Jahren erreicht wurde. Nach diesem kurzen Tief konnten Koza Mostra & Agathonas Iakovidis allerdings wieder Platz 6 im Finale für Griechenland erreichen. Zudem wurden sie im Halbfinale Zweiter. Seit 2014 ist diese erfolgreiche Zeit für Griechenland allerdings vorbei.
2014 erreichten Freaky Fortune feat. Risky Kidd mit Platz 20 im Finale Griechenlands schlechteste Platzierung seit 1998. Auch Maria Elena Kyriakou konnte Griechenland 2015 nicht zu alten Erfolgen zurückführen und holte nur Platz 19. 2016 folgte dann Griechenlands Tiefpunkt im Wettbewerb. Die Band Argo konnte sich nicht für das Finale qualifizieren, womit das Land zum ersten Mal nicht das Finale erreichte. Damit verloren sie den Rekord, sich bei jeder Teilnahme seit 2004 für das Finale qualifiziert zu haben im selben Jahr wie Bosnien & Herzegowina. Argo holte aber auch die bis heute schlechteste Platzierung für Griechenland im Wettbewerb, die Band wurde nur Drittletzter im Halbfinale.
Die Sängerin Demy schaffte es im Folgejahr 2017 zwar als zehnte knapp wieder ins Finale, holte mit Platz 19 aber eine weitere eher enttäuschende Platzierung. 2018 scheiterte man dann erneut und insgesamt zum zweiten Mal in nur 3 Jahren an einer Finalqualifikation. Im Nachfolgejahr 2019 zog man dann wieder ins Finale ein und belegte mit einem 21. Platz eine Platzierung in der unteren Tabellenhälfte. 2021 schaffte Griechenland mit Platz 10 es unter den besten Zehn zu landen. 2022 erreichte man mit Platz 8 im Finale das beste Ergebnis für Griechenland seit 2013. 2023 verpasste man allerdings zum ersten Mal seit 2018 wieder das Finale. 2024 qualifizierte man sich dann wieder für das Finale, wo man mit Platz 11 nur knapp die Top Ten verfehlte. 2025 erreichte man mit Platz 6 eine weitere Platzierung in den Top Ten.
Insgesamt landeten also 24 von den 45 Beiträgen in der linken Tabellenhälfte. Dazu verpasste das Land bisher nur dreimal das Finale – wurde aber noch nie Letzter. Mit dem Sieg von Elena Paparizou (2005) und drei dritten Plätzen (2001, 2004, 2008) sowie einigen Platzierungen unter den ersten Zehn gehört Griechenland, trotz der eher schwachen Phase von 2014 bis 2019, zu den erfolgreicheren Teilnehmern im Wettbewerb.

## Liste der Beiträge
Farblegende:
– 1. Platz. 
– 2. Platz. 
– 3. Platz. 
– Punktgleichheit mit dem letzten Platz.
– ausgeschieden im Halbfinale/in der Qualifikation/im osteuropäischen Vorentscheid.
– keine Teilnahme/nicht qualifiziert.
– Absage des Eurovision Song Contests.
| Jahr | Interpret                                                              | Titel Musik (M) und Text (T) | Sprache                        | Übersetzung                            | Finale                                                                                           | Finale                                                                                           | Halbfinale/ Qualifikation                                                                        | Halbfinale/ Qualifikation                                                                        | Nationaler Vorentscheid  |
| Jahr | Interpret                                                              | Titel Musik (M) und Text (T) | Sprache                        | Übersetzung                            | Platz                                                                                            | Punkte                                                                                           | Platz                                                                                            | Punkte                                                                                           | Nationaler Vorentscheid  |
| ---- | ---------------------------------------------------------------------- | --- | ------------------------------ | -------------------------------------- | ------------------------------------------------------------------------------------------------ | ------------------------------------------------------------------------------------------------ | ------------------------------------------------------------------------------------------------ | ------------------------------------------------------------------------------------------------ | ------------------------ |
| 1974 | Marinella Μαρινέλλα                                                    | Krasi, thalasa kai t’agori mou Κρασί, θάλασσα και τ' αγόρι μου M: Giorgos Katsaros; T: Pythagoras                                                  | Griechisch                     | Der Wein, das Meer und mein Freund     | 11 / 17                                                                                          | 7                                                                                                | Kein Halbfinale ausgetragen                                                                      | Kein Halbfinale ausgetragen                                                                      | interne Auswahl          |
| 1975 | Auf Teilnahme verzichtet                                               | Auf Teilnahme verzichtet | Auf Teilnahme verzichtet       | Auf Teilnahme verzichtet               | Auf Teilnahme verzichtet                                                                         | Auf Teilnahme verzichtet                                                                         | Auf Teilnahme verzichtet                                                                         | Auf Teilnahme verzichtet                                                                         | Auf Teilnahme verzichtet |
| 1976 | Mariza Koch Μαρίζα Κώχ                                                 | Panagia mou, Panagia mou Παναγιά μου, Παναγιά μου M: Mariza Koch; T: Michael Fotiades                                                              | Griechisch                     | Mutter Gottes, Mutter Gottes           | 13 / 19                                                                                          | 20                                                                                               | Kein Halbfinale ausgetragen                                                                      | Kein Halbfinale ausgetragen                                                                      | interne Auswahl          |
| 1977 | Pascalis, Marianna, Robert & Bessy Πασχάλης, Μαριάννα, Ρόμπερτ & Μπέσυ | Mathima solfège Μάθημα σολφέζ M: Giorgos Hatzinasios; T: Sevy Tilliaku                                                                             | Griechisch                     | Solfège Notenunterricht                | 5 / 18                                                                                           | 92                                                                                               | Kein Halbfinale ausgetragen                                                                      | Kein Halbfinale ausgetragen                                                                      | interne Auswahl          |
| 1978 | Tania Tsanaklidou Τάνια Τσανακλίδου                                    | Charlie Chaplin Τσάρλυ Τσάπλιν M: Sakis Tsilikis; T: Yannis Xanthulis                                                                              | Griechisch                     | Charlie Chaplin                        | 8 / 20                                                                                           | 66                                                                                               | Kein Halbfinale ausgetragen                                                                      | Kein Halbfinale ausgetragen                                                                      | interne Auswahl          |
| 1979 | Elpida Ελπίδα                                                          | Sokrati Σωκράτη M: Doros Georgiadis; T: Sotia Tsotu                                                                                                | Griechisch                     | Sokrates                               | 8 / 19                                                                                           | 69                                                                                               | Kein Halbfinale ausgetragen                                                                      | Kein Halbfinale ausgetragen                                                                      | Ellinikós Telikós 1979   |
| 1980 | Anna Vissi & The Epikouri Άννα Βίσση & Οι Επίκουροι                    | Autostop Ωτοστοπ M: Jick Nacassian; T: Rony Sofu                                                                                                   | Griechisch                     | Autostop                               | 13 / 19                                                                                          | 30                                                                                               | Kein Halbfinale ausgetragen                                                                      | Kein Halbfinale ausgetragen                                                                      | Ellinikós Telikós 1980   |
| 1981 | Yiannis Dimitras Γιάννης Δημητράς                                      | Feggari kalokerino Φεγγάρι καλοκαιρινό M: Giorgos Niarchos; T: Yiannis Dimitras                                                                    | Griechisch                     | Sommermond                             | 8 / 20                                                                                           | 55                                                                                               | Kein Halbfinale ausgetragen                                                                      | Kein Halbfinale ausgetragen                                                                      | interne Auswahl          |
| 1982 | Themis Adamantidis Θέμης Αδαμαντίδης                                   | Sarantapénte Kopeliés Σαρανταπέντε Κοπελιές M: George Katsaros; T: Dimitris Iatropoulos                                                            | Griechisch                     | Fünfundvierzig Mädchen                 | Teilnahme zurückgezogen Qualität des Wettbewerbs wurde von der gr. Kultusministerin angezweifelt | Teilnahme zurückgezogen Qualität des Wettbewerbs wurde von der gr. Kultusministerin angezweifelt | Teilnahme zurückgezogen Qualität des Wettbewerbs wurde von der gr. Kultusministerin angezweifelt | Teilnahme zurückgezogen Qualität des Wettbewerbs wurde von der gr. Kultusministerin angezweifelt | interne Auswahl          |
| 1983 | Christie Stasinopoulou Κρίστυ Στασινοπούλου                            | Mou les Μου λες M: Antonis Plessas; T: Sofia Fildisi                                                                                               | Griechisch                     | Du sagst mir                           | 14 / 20                                                                                          | 32                                                                                               | Kein Halbfinale ausgetragen                                                                      | Kein Halbfinale ausgetragen                                                                      | Ellinikós Telikós 1983   |
| 1984 | Auf Teilnahme verzichtet                                               | Auf Teilnahme verzichtet | Auf Teilnahme verzichtet       | Auf Teilnahme verzichtet               | Auf Teilnahme verzichtet                                                                         | Auf Teilnahme verzichtet                                                                         | Auf Teilnahme verzichtet                                                                         | Auf Teilnahme verzichtet                                                                         | Auf Teilnahme verzichtet |
| 1985 | Takis Biniaris Τάκης Μπινιάρης                                         | Miazoume Μοιάζουμε M: Takis Biniaris; T: Maro Bizani                                                                                               | Griechisch                     | Wir sind uns ähnlich                   | 16 / 19                                                                                          | 15                                                                                               | Kein Halbfinale ausgetragen                                                                      | Kein Halbfinale ausgetragen                                                                      | interne Auswahl          |
| 1986 | Polina Πωλίνα Μισαηλίδου                                               | Wagon-lit Βαγκόν-Λί M/T: Cháris Chalkítis; Fílippas Nikoláou                                                                                       | Griechisch                     | Schlafwagen                            | Teilnahme zurückgezogen Feiertag in Griechenland                                                 | Teilnahme zurückgezogen Feiertag in Griechenland                                                 | Teilnahme zurückgezogen Feiertag in Griechenland                                                 | Teilnahme zurückgezogen Feiertag in Griechenland                                                 | Ellinikós Telikós 1986   |
| 1987 | Bang                                                                   | Stop Στοπ M/T: Thanos Kalliris, Vassilis Dertillis                                                                                                 | Griechisch                     | Stop                                   | 10 / 22                                                                                          | 64                                                                                               | Kein Halbfinale ausgetragen                                                                      | Kein Halbfinale ausgetragen                                                                      | Ellinikós Telikós 1987   |
| 1988 | Afroditi Fryda Αφροδίτη Φρυδά                                          | Kloun Κλόουν M/T: Dimitris Sakislis | Griechisch                     | Clown                                  | 17 / 21                                                                                          | 10                                                                                               | Kein Halbfinale ausgetragen                                                                      | Kein Halbfinale ausgetragen                                                                      | Ellinikós Telikós 1988   |
| 1989 | Mariana Μαριάννα                                                       | To thiko sou asteri Το δικό σου αστέρι M: Yannis Kyris, Mariana Efstratiou; T: Villy Sanianu                                                       | Griechisch                     | Dein eigener Stern                     | 9 / 22                                                                                           | 56                                                                                               | Kein Halbfinale ausgetragen                                                                      | Kein Halbfinale ausgetragen                                                                      | Ellinikós Telikós 1989   |
| 1990 | Christos Callou & Wave Χρίστος Καλλόου & Wave                          | Horis skopo Χωρίς σκοπό M: Yiorgos Palaiokastritis; T: Yiorgos Papayanakis                                                                         | Griechisch                     | Ohne Grund                             | 19 / 22                                                                                          | 11                                                                                               | Kein Halbfinale ausgetragen                                                                      | Kein Halbfinale ausgetragen                                                                      | Ellinikós Telikós 1990   |
| 1991 | Sophia Vossou Σοφία Βόσσου                                             | I anixi Η άνοιξη M/T: Andreas Mikroutsikos | Griechisch                     | Frühling                               | 13 / 22                                                                                          | 36                                                                                               | Kein Halbfinale ausgetragen                                                                      | Kein Halbfinale ausgetragen                                                                      | Ellinikós Telikós 1991   |
| 1992 | Cleopatra Κλεοπάτρα                                                    | Olou tou kosmou i Elpida Ολου του κόσμου η Ελπίδα M/T: Hristos Lagos                                                                               | Griechisch                     | Die Hoffnung der ganzen Welt           | 5 / 23                                                                                           | 94                                                                                               | Kein Halbfinale ausgetragen                                                                      | Kein Halbfinale ausgetragen                                                                      | interne Auswahl          |
| 1993 | Keti Garbi Καίτη Γαρμπή                                                | Ellada, hora tou fotos Ελλάδα, χώρα του φωτός M/T: Dimosthenis Stringlis                                                                           | Griechisch                     | Griechenland, Land des Lichts          | 9 / 25                                                                                           | 64                                                                                               | Kein Halbfinale ausgetragen                                                                      | Kein Halbfinale ausgetragen                                                                      | interne Auswahl          |
| 1994 | Costas Bigalis & The Sea Lovers Κώστας Μπίγαλης & The Sea Lovers       | To trehandiri Το τρεχαντήρι M/T: Costas Bigalis | Griechisch                     | Das Trehandiri                         | 14 / 25                                                                                          | 44                                                                                               | Direkt für das Finale qualifiziert                                                               | Direkt für das Finale qualifiziert                                                               | interne Auswahl          |
| 1995 | Elina Konstantopoulou Ελίνα Κωνσταντοπούλου                            | Pia prosefhi Ποια προσευχή M: Nikos Terzis; T: Antonis Pappas                                                                                      | Griechisch a                   | Welches Gebet                          | 12 / 23                                                                                          | 68                                                                                               | Direkt für das Finale qualifiziert                                                               | Direkt für das Finale qualifiziert                                                               | interne Auswahl          |
| 1996 | Mariana Efstratiou Μαριάννα Ευστρατίου                                 | Emis forame to heimona anoixiatika Εμείς φοράμε το χειμώνα ανοιξιάτικα M: Costas Bigalis; T: Iro Trigoni                                           | Griechisch                     | Wir tragen Frühlingskleidung im Winter | 14 / 23                                                                                          | 36                                                                                               | 12 / 29                                                                                          | 45                                                                                               | interne Auswahl          |
| 1997 | Marianna Zorba Μαριάννα Ζορμπά                                         | Horepse Χόρεψε M/T: Manolis Manusselis | Griechisch                     | Tanz                                   | 12 / 25                                                                                          | 39                                                                                               | Direkt für das Finale qualifiziert                                                               | Direkt für das Finale qualifiziert                                                               | interne Auswahl          |
| 1998 | Thalassa Θάλασσα                                                       | Mia krifi evesthisia Μια κρυφή ευαισθησία M: Yiannis Valvis; T: Yiannis Malachias                                                                  | Griechisch                     | Eine geheime Empfindlichkeit           | 20 / 25                                                                                          | 12                                                                                               | Direkt für das Finale qualifiziert                                                               | Direkt für das Finale qualifiziert                                                               | Ellinikós Telikós 1998   |
| 1999 | Nicht qualifiziert                                                     | Nicht qualifiziert | Nicht qualifiziert             | Nicht qualifiziert                     | Nicht qualifiziert                                                                               | Nicht qualifiziert                                                                               | Nicht qualifiziert                                                                               | Nicht qualifiziert                                                                               | Nicht qualifiziert       |
| 2000 | Auf Teilnahme verzichtet                                               | Auf Teilnahme verzichtet | Auf Teilnahme verzichtet       | Auf Teilnahme verzichtet               | Auf Teilnahme verzichtet                                                                         | Auf Teilnahme verzichtet                                                                         | Auf Teilnahme verzichtet                                                                         | Auf Teilnahme verzichtet                                                                         | Auf Teilnahme verzichtet |
| 2001 | Antique                                                                | (I Would) Die for You M: Nikos Terzis; T: Antonis Pappas                                                                                           | Englisch, Griechisch           | (Ich würde) für dich sterben           | 3 / 23                                                                                           | 147                                                                                              | Direkt für das Finale qualifiziert                                                               | Direkt für das Finale qualifiziert                                                               | Ellinikós Telikós 2001   |
| 2002 | Michalis Rakintzis Μιχάλης Ρακιντζής                                   | S.A.G.A.P.O. M/T: Michalis Rakintzis | Englisch b                     | I.C.H. L.I.E.B.E. D.I.C.H.             | 17 / 24                                                                                          | 27                                                                                               | Direkt für das Finale qualifiziert                                                               | Direkt für das Finale qualifiziert                                                               | Ellinikós Telikós 2002   |
| 2003 | Mando Μαντώ                                                            | Never Let You Go M: Mando; T: Teri Siganos | Englisch                       | Dich niemals gehen lassen              | 17 / 26                                                                                          | 25                                                                                               | Direkt für das Finale qualifiziert                                                               | Direkt für das Finale qualifiziert                                                               | Ellinikós Telikós 2003   |
| 2004 | Sakis Rouvas Σάκης Ρουβάς                                              | Shake It M: Nikos Terzis; T: Nektarios Tirakis | Englisch                       | Schüttle es                            | 3 / 24                                                                                           | 252                                                                                              | 3 / 22                                                                                           | 238                                                                                              | interne Auswahl          |
| 2005 | Elena Paparizou Έλενα Παπαρίζου                                        | My Number One M: Christos Dantis; T: Natalia Germanou, C. Dantis                                                                                   | Englisch                       | Meine Nummer eins                      | 1 / 24                                                                                           | 230                                                                                              | Direkt für das Finale qualifiziert                                                               | Direkt für das Finale qualifiziert                                                               | Ellinikós Telikós 2005   |
| 2006 | Anna Vissi Άννα Βίσση                                                  | Everything M: Nikos Karvelas; T: Anna Vissi | Englisch                       | Alles                                  | 9 / 24                                                                                           | 128                                                                                              | Direkt für das Finale qualifiziert                                                               | Direkt für das Finale qualifiziert                                                               | Ellinikós Telikós 2006   |
| 2007 | Sarbel Σαρμπέλ                                                         | Yassou Maria M: Alex Papakonstantinou, Marcus Englöf; T: Mack                                                                                      | Englisch                       | Hallo Maria                            | 7 / 24                                                                                           | 139                                                                                              | Direkt für das Finale qualifiziert                                                               | Direkt für das Finale qualifiziert                                                               | Ellinikós Telikós 2007   |
| 2008 | Kalomoira Καλομοίρα                                                    | Secret Combination M: Konstantinos Pantzis; T: Poseidon Yannopoulos                                                                                | Englisch                       | Geheime Kombination                    | 3 / 25                                                                                           | 218                                                                                              | 1 / 19                                                                                           | 156                                                                                              | Ellinikós Telikós 2008   |
| 2009 | Sakis Rouvas Σάκης Ρουβάς                                              | This Is Our Night M: Dimitris Kontopoulos; T: Craig Porteils, Cameron Giles-Webb                                                                   | Englisch                       | Das ist unsere Nacht                   | 7 / 25                                                                                           | 120                                                                                              | 4 / 19                                                                                           | 110                                                                                              | Ellinikós Telikós 2009   |
| 2010 | Giorgos Alkeos Γιώργος Αλκαίος                                         | OPA ΟΠΑ M: Giorgos Alkeos; T: Giannis Antioniou & Friends                                                                                          | Griechisch                     | Opa! (griechischer Ausruf)             | 8 / 25                                                                                           | 140                                                                                              | 2 / 17                                                                                           | 133                                                                                              | Ellinikós Telikós 2010   |
| 2011 | Loukas Viorkas feat. Stereo Mike Λούκας Γιώρκας feat. Stereo Mike      | Watch My Dance M/T: Giannis Christodoulopoulos, Eleana Vrahali                                                                                     | Griechisch, Englisch           | Sieh meinen Tanz!                      | 7 / 25                                                                                           | 120                                                                                              | 1 / 19                                                                                           | 133                                                                                              | Ellinikós Telikós 2011   |
| 2012 | Eleftheria Eleftheriou Ελευθερία Ελευθερίου                            | Aphrodisiac M/T: Dimítris Stássos, Mikaela Stenström, Dajana Lööf                                                                                  | Englisch                       | Aphrodisiakum                          | 17 / 26                                                                                          | 64                                                                                               | 4 / 18                                                                                           | 116                                                                                              | Ellinikós Telikós 2012   |
| 2013 | Koza Mostra & Agathonas Iakovidis Κόζα Μόστρα & Αγάθωνας Ιακωβίδης     | Alcohol Is Free M: Elias Kozas; T: Stahis Pahidis                                                                                                  | Griechisch                     | Alkohol ist kostenlos                  | 6 / 26                                                                                           | 152                                                                                              | 2 / 17                                                                                           | 121                                                                                              | Eurosong 2013            |
| 2014 | Freaky Fortune feat. Risky Kidd                                        | Rise Up M/T: Freaky Fortune, Risky Kidd | Englisch                       | Steh auf                               | 20 / 26                                                                                          | 35                                                                                               | 7 / 15                                                                                           | 74                                                                                               | Eurosong 2014            |
| 2015 | Maria Elena Kyriakou Μαρία Έλενα Κυριάκου                              | One Last Breath M/T: Efthivoulos Theocharous, Maria Elena Kyriakou, Vaggelis Konstantinidis, Evelina Tziora                                        | Englisch                       | Ein letzter Atemzug                    | 19 / 27                                                                                          | 23                                                                                               | 6 / 16                                                                                           | 81                                                                                               | Eurosong 2015            |
| 2016 | Argo Αργώ                                                              | Utopian Land M/T: Vladimiros Sofianides | Pontisch, Griechisch, Englisch | Utopisches Land                        | Ausgeschieden                                                                                    | Ausgeschieden                                                                                    | 16 / 18                                                                                          | 44                                                                                               | interne Auswahl          |
| 2017 | Demy                                                                   | This Is Love M: Dimitris Kontopoulos; T: John Ballard, Romy Papadea                                                                                | Englisch                       | Das ist Liebe                          | 19 / 26                                                                                          | 77                                                                                               | 10 / 18                                                                                          | 115                                                                                              | Ellinikós Telikós 2017   |
| 2018 | Gianna Terzi Γιάννα Τερζή                                              | Oneiro Mou Όνειρο Mου M/T: Aris Kalimeris, Dimitris Stamatiou, Gianna Terzi, Mihalis Papathanasiou                                                 | Griechisch                     | Mein Traum                             | Ausgeschieden                                                                                    | Ausgeschieden                                                                                    | 14 / 19                                                                                          | 81                                                                                               | Ellinikós Telikós 2018   |
| 2019 | Katerine Duska Κατερίνα Ντούσκα                                        | Better Love M: Katerine Duska, Leon of Athens, David Sneddon; T: Katerine Duska, David Sneddon                                                     | Englisch                       | Bessere Liebe                          | 21 / 26                                                                                          | 74                                                                                               | 5 / 17                                                                                           | 185                                                                                              | interne Auswahl          |
| 2020 | Stefania Στεφανία Λυμπεράκηn                                           | SUPERG!RL M: Dimitris Kontopoulos, Arcade; T: Dimitris Kontopoulos, Arcade, Sharon Vaughn                                                          | Englisch                       | –                                      | Absage wegen der COVID-19-Pandemie durch die EBU                                                 | Absage wegen der COVID-19-Pandemie durch die EBU                                                 | Absage wegen der COVID-19-Pandemie durch die EBU                                                 | Absage wegen der COVID-19-Pandemie durch die EBU                                                 | interne Auswahl          |
| 2021 | Stefania Στεφανία Λυμπεράκη                                            | Last Dance M: Dimitris Kontopoulos, Arcade; T: Dimitris Kontopoulos, Arcade, Sharon Vaughn                                                         | Englisch                       | Letzter Tanz                           | 10 / 26                                                                                          | 170                                                                                              | 6 / 17                                                                                           | 184                                                                                              | interne Auswahl          |
| 2022 | Amanda Tenfjord                                                        | Die Together M: Amanda Georgiadi Tenfjord, Bjørn Helge Gammelsæter; T: Amanda Georgiadi Tenfjord                                                   | Englisch                       | Gemeinsam sterben                      | 8 / 25                                                                                           | 215                                                                                              | 3 / 17                                                                                           | 211                                                                                              | interne Auswahl          |
| 2023 | Victor Vernicos Βίκτωρ Βερνίκος                                        | What They Say M/T: Victor Vernicos Jørgensen | Englisch                       | Was sie sagen                          | Ausgeschieden                                                                                    | Ausgeschieden                                                                                    | 13 / 16                                                                                          | 14                                                                                               | interne Auswahl          |
| 2024 | Marina Satti Μαρίνα Σάττι                                              | Zari (Zάρι) M/T: Jordan Palmer, Jay Lewitt Stolar, Marina Satti, OGE, Konstantin Plamenov Beshkov, Nick Kodonas, Gino The Gost, Vlospa, Solmeister | Griechisch c                   | Spielwürfel                            | 11 / 25                                                                                          | 125                                                                                              | 5 / 16                                                                                           | 86                                                                                               | interne Auswahl          |
| 2025 | Klavdia Κλαυδία                                                        | Asteromata (Αστερομάτα) M: Arcade, Klavdia; T: Arcade                                                                                              | Griechisch                     | Sternenklare Augen                     | 6 / 26                                                                                           | 231                                                                                              | 4 / 16                                                                                           | 112                                                                                              | Ethnikos Telikos 2025    |

## Nationale Vorentscheide
Der Großteil der griechischen Beiträge wurde über eine nationale Vorentscheidung ermittelt, meistens unter den Namen Ellinikós Telikós. Lediglich in den Jahren 1974 bis 1978, 1981, 1985, 1992 bis 1997, 2004, 2016 und seit 2018 wurden die Beiträge ohne Vorausscheidung vom Rundfunk ausgewählt. Der Auswahlprozess von 2004 ist insofern interessant, da zunächst eine aufwändige Castingshow stattfand, deren Sieger Apostolos Psichramis war. ERT wählte dann aber Sakis Rouvas intern aus; Psichramis nahm als Hintergrundsänger am Eurovision Song Contest teil. 2018 war eine Vorentscheidung geplant, die aber nie stattfand, da vier von fünf Teilnehmern disqualifiziert wurden.

### 1979, 1980, 1983, 1987, 1988, 2010 und 2011
In diesen Jahren fand jeweils ein „klassischer“ Vorentscheid statt: Zwischen sechs und zehn Kandidaten stellten je ein Lied vor. Der Sieger wurde durch eine Jury (meist gemischt aus Laien und Experten) ermittelt.

### 1989 bis 1991
1989 und 1990 nahmen sechs, 1991 zehn Sänger am Vorentscheid teil. Der Unterschied zu früheren Vorentscheiden bestand darin, dass die Lieder nicht mehr live, sondern in Form vorher aufgezeichneter Videoclips vorgestellt wurden. Abgestimmt hat weiterhin eine Jury.

### 1998
1998 war der Vorentscheid besonders aufwändig: In insgesamt acht Vorrunden wurden je drei Titel vorgestellt, wobei sich jeweils der beste für das Final qualifizierte. Abgestimmt wurde zum ersten und einzigen Mal ausschließlich per Televoting.

### 2001 bis 2003
2001 nahmen neun, 2002 und 2003 je zehn Künstler am Vorentscheid teil und stellten je einen Titel vor. Zunächst wählte eine Jury eine Auswahl der Titel in die Endrunde, in welcher der Sieger per Televoting ermittelt wurde.

### 2005, 2006 und 2009
2005, 2006 und 2009 wurden die griechischen Vertreterinnen intern vom Fernsehsender ERT ausgewählt und stellten dann im Vorentscheid drei bzw. vier Titel vor, bevor eine Jury und Televoting das Siegerlied ermittelten. Der Vorentscheid wurde jeweils in eine große Galasendung eingebettet, in der frühere griechische Vertreter beim Wettbewerb auftraten wie auch die Vertreter anderer Länder, die bereits gewählt hatten.

### 2007
Auch 2007 wurde der Vorentscheid in eine große Galasendung eingebettet; diesmal stellten jedoch drei unterschiedliche Künstler je einen Titel vor. Abgestimmt wurde erneut per Jury und Televoting.

### 2008
Die aus den USA stammende griechische Sängerin Kalomoira setzte sich während der griechischen Vorentscheidung gegen Kostas Martakis und Chryspa durch und holte den 3. Platz in Belgrad.

### 2010
Der griechische Vorentscheid 2010 fand am 12. März statt und von ursprünglich neun Teilnehmern traten nur sieben letztendlich an. Sieger wurden Giorgos Alkeos & Friends mit OPA, das beim ESC Platz 8 erreichte.

### 2011
Der Vorentscheid 2011 kam vor allem aufgrund der schlechten Produktion in die Kritik: Schlechte Ausleuchtung, mangelnde Moderationskenntnisse bei der Gastgeberin und das Fehlen eines Publikums wurden kritisiert. Loukas Viorkas und Stereo Mike gewannen mit Watch My Dance vor Nikki Ponte und vier weiteren Konkurrenten und wurden beim internationalen Wettbewerb Siebte.

### 2012
Aufgrund weiterer Budgetkürzungen fand der Vorentscheid am 12. März 2012 auf einer kleinen Bühne im River-West-Einkaufszentrum in Athen statt. Von den vier Teilnehmern konnte sich Eleftheria Eleftheriou durchsetzen und vertrat das Land in Baku mit dem Song Aphrodisiac, wo sie 17. wurde.

### 2013
Der griechische Vorentscheid fand am 18. Februar in Athen statt. Koza Mostra feat. Agathonas setzten sich mit dem Lied Alcohol Is Free gegen drei griechische Mitbewerber durch.

### 2014 und 2015
2014 und 2015 fand die griechische Vorentscheidung wie schon 2013 wieder in Zusammenarbeit mit dem privaten Sender und Sponsor MAD TV statt. 2014 sollten nicht internationale ESC-Stars, sondern anlässlich des 40. Jubiläums von Griechenlands erster Teilnahme ehemalige griechische Vertreter als Gastkünstler auftreten. Die Show fand am 11. März 2014 in Athen statt. Zum Jubiläum des ersten griechischen ESC-Sieges zehn Jahre zuvor trat Helena Paparizou bei der griechischen Vorentscheidung 2015 am 4. März auf.

### 2017
2017 wurde die Sängerin Demy intern von ERT ausgewählt. Ihr Lied wurde allerdings in einem kleinen Vorentscheid ausgewählt. Dazu wurden drei Titel vorgestellt, die alle von Dimitris Kontopoulos komponiert wurden. Letztendlich entschied sich das griechische Publikum für den Titel This Is Love.

### 2018
2018 sollte wieder eine klassische Vorausscheidung mit fünf Künstlern stattfinden. Nachdem allerdings vier der fünf Teilnehmer disqualifiziert wurden, gewann Yianna Terzi den Vorentscheid automatisch. Damit fand die Vorausscheidung 2018 nie statt und es wurde erneut intern ausgewählt.

### 2019 bis 2024
Zwischen 2019 und 2024 bestimmt der griechische Rundfunk ERT alle Beiträge intern.

### 2025
Am 18. September 2024 gab ERT bekannt, dass man wieder einen nationalen Vorentscheid veranstalten werde.

## Sprachen
In den ersten beiden Jahren mit freier Sprachwahl, in denen Griechenland teilnahm, wurden die Beiträge ganz auf Griechisch vorgestellt. In späteren Jahren war ein Hang zum Internationalen erkennbar; die Titel vieler Beiträge waren in nahezu allen Sprachen verständlich: Charlie Chaplin, Sokrates, Autostop, Stop und Clown. Der Beitrag von 1995 wurde auf Altgriechisch gesungen. Nach dem Fall der Sprachregel wurden alle Lieder überwiegend auf Englisch vorgestellt; 2001 enthielt der Text zudem die Strophen auf Griechisch. 2002 und 2007 war jeweils ein griechisches Wort in der Titelzeile enthalten. 2010 wurde wie 2013 vollständig auf Griechisch gesungen, wobei 2013 der Refrain aus der englischen Titelzeile bestand. 2011 fand ein Mix aus englischen Rap von Stereo Mike und griechischem Rebetiko-Gesang von Loukas Viorkas Anwendung. Ferner wurden von den meisten auf Griechisch vorgestellten Beiträgen auch Englische Fassungen aufgenommen; von der Beiträgen 2003 und 2007 wurden englisch-griechische Versionen aufgenommen. 2010 wurde das erste Mal seit 2002 wieder auf Griechisch gesungen. 2013 setzte Griechenland mit dem Titel Alcohol Is Free auf Englisch, der Text basiert aber allein auf Griechisch außer dem Refrain. Der Beitrag von 2016 wurde auf Griechisch und dem Pontischen Dialekt gesungen.

## Kommentatoren und Punktesprecher
Diese Liste der Kommentatoren und Punktesprecher beginnt mit dem Beginn der TV-Übertragungen in Griechenland.
| Jahr | Kommentator                                             | Punktesprecher            |
| ---- | ------------------------------------------------------- | ------------------------- |
| 1970 | –                                                       | Keine Teilnahme           |
| 1971 | –                                                       | Keine Teilnahme           |
| 1972 | –                                                       | Keine Teilnahme           |
| 1973 | –                                                       | Keine Teilnahme           |
| 1974 | –                                                       | –                         |
| 1975 | –                                                       | Auf Teilnahme verzichtet  |
| 1976 | –                                                       | –                         |
| 1977 | –                                                       | –                         |
| 1978 | –                                                       | –                         |
| 1979 | –                                                       | –                         |
| 1980 | Mako Georgiadou                                         | –                         |
| 1981 | –                                                       | –                         |
| 1982 | –                                                       | –                         |
| 1983 | –                                                       | –                         |
| 1984 | Keine Übertragung                                       | Auf Teilnahme verzichtet  |
| 1985 | –                                                       | –                         |
| 1986 | –                                                       | –                         |
| 1987 | –                                                       | –                         |
| 1988 | Dafni Bokota                                            | –                         |
| 1989 | –                                                       | –                         |
| 1990 | –                                                       | –                         |
| 1991 | –                                                       | –                         |
| 1992 | –                                                       | –                         |
| 1993 | –                                                       | –                         |
| 1994 | –                                                       | Fotini Giannoulatou       |
| 1995 | –                                                       | Fotini Giannoulatou       |
| 1996 | –                                                       | Niki Venega               |
| 1997 | Dafni Bokota                                            | Niki Venega               |
| 1998 | –                                                       | Alexis Kostalas           |
| 1999 | –                                                       | Nicht qualifiziert        |
| 2000 | Dafni Bokota                                            | Auf Teilnahme verzichtet  |
| 2001 | –                                                       | Alexis Kostalas           |
| 2002 | –                                                       | Alexis Kostalas           |
| 2003 | Dafni Bokota                                            | Alexis Kostalas           |
| 2004 | –                                                       | Alexis Kostalas           |
| 2005 | Alexandra Pascalidou                                    | Alexis Kostalas           |
| 2006 | Zeta Makripoulia & Giorgos Kapoutzidis                  | Alexis Kostalas           |
| 2007 | Fotis Sergoulopoulos & Maria Bakodimou                  | Alexis Kostalas           |
| 2008 | Betty Maggira & Mathildi Maggira                        | Alexis Kostalas           |
| 2009 | Betty Maggira & Mathildi Maggira                        | Alexis Kostalas           |
| 2010 | Rika Vagiani                                            | Alexis Kostalas           |
| 2011 | Maria Kozakou                                           | Lena Aroni                |
| 2012 | Maria Kozakou                                           | Adriana Magania           |
| 2013 | Maria Kozakou & Giorgos Kapoutzidis                     | Adriana Magania           |
| 2014 | Maria Kozakou (alle Shows) Giorgos Kapoutzidis (Finale) | Adriana Magania           |
| 2015 | Maria Kozakou & Giorgos Kapoutzidis                     | Helena Paparizou          |
| 2016 | Maria Kozakou & Giorgos Kapoutzidis                     | Constantinos Christoforou |
| 2017 | Maria Kozakou & Giorgos Kapoutzidis                     | Constantinos Christoforou |
| 2018 | Alexandros Lizardos & Daphne Skalioni                   | Olina Xenopoulou          |
| 2019 | Maria Kozakou & Giorgos Kapoutzidis                     | Gus G                     |
| 2021 | Maria Kozakou & Giorgos Kapoutzidis                     | Manolis Gkinis            |
| 2022 | Maria Kozakou & Giorgos Kapoutzidis                     | Stefania                  |
| 2023 | Maria Kozakou & Jenny Melita                            | Fotis Sergoulopoulos      |
| 2024 | Thanis Alevras & Jérôme Kaluta                          | Helena Paparizou          |
| 2025 | Maria Kozakou & Giorgos Kapoutzidis                     | Jenny Theona              |
| 2026 | Giorgos Kapoutzidis                                     |                           |

## Ausgetragene Wettbewerbe
| Jahr | Stadt | Austragungsort           | Moderation                    |
| ---- | ----- | ------------------------ | ----------------------------- |
| 2006 | Athen | OAKA Olympic Indoor Hall | Maria Menounos & Sakis Rouvas |

## Punktevergabe
Folgende Länder erhielten die meisten Punkte von oder vergaben die meisten Punkte an Griechenland (Stand: 2025):
| Die meisten im Finale vergebenen Punkte | Die meisten im Finale vergebenen Punkte | Die meisten im Finale vergebenen Punkte |
| Platz                                   | Land                                    | Punkte                                  |
| --------------------------------------- | --------------------------------------- | --------------------------------------- |
| 1                                       | Zypern                                  | 369                                     |
| 2                                       | Frankreich                              | 197                                     |
| 3                                       | Spanien                                 | 158                                     |
| 4                                       | Italien                                 | 155                                     |
| 5                                       | Albanien                                | 116                                     |

| Die meisten im Finale erhaltenen Punkte | Die meisten im Finale erhaltenen Punkte | Die meisten im Finale erhaltenen Punkte |
| Platz                                   | Land                                    | Punkte                                  |
| --------------------------------------- | --------------------------------------- | --------------------------------------- |
| 1                                       | Zypern                                  | 437                                     |
| 2                                       | Albanien                                | 184                                     |
| 3                                       | Spanien                                 | 132                                     |
| 4                                       | Vereinigtes Königreich                  | 128                                     |
| 5                                       | Frankreich                              | 126                                     |

| Die meisten insgesamt vergebenen Punkte | Die meisten insgesamt vergebenen Punkte | Die meisten insgesamt vergebenen Punkte |
| Platz                                   | Land                                    | Punkte                                  |
| --------------------------------------- | --------------------------------------- | --------------------------------------- |
| 1                                       | Zypern                                  | 522                                     |
| 2                                       | Albanien                                | 289                                     |
| 3                                       | Armenien                                | 206                                     |
| 4                                       | Frankreich                              | 197                                     |
| 5                                       | Russland                                | 174                                     |

| Die meisten insgesamt erhaltenen Punkte | Die meisten insgesamt erhaltenen Punkte | Die meisten insgesamt erhaltenen Punkte |
| Platz                                   | Land                                    | Punkte                                  |
| --------------------------------------- | --------------------------------------- | --------------------------------------- |
| 1                                       | Zypern                                  | 566                                     |
| 2                                       | Albanien                                | 351                                     |
| 3                                       | Spanien                                 | 210                                     |
| 4                                       | Armenien                                | 207                                     |
| 5                                       | Frankreich                              | 183                                     |

### Vergaben der Höchstwertung
Seit 1976 vergab Griechenland die Höchstpunktzahl an 20 verschiedene Länder, davon 24 Mal an die Republik Zypern. Im Halbfinale dagegen vergab Griechenland die Höchstpunktzahl an zehn verschiedene Länder, davon elfmal an die Republik Zypern.
| Höchstwertung (Finale) | Höchstwertung (Finale)   | Höchstwertung (Finale)   |
| Jahr                   | Land                     | Platz (Finale)           |
| ---------------------- | ------------------------ | ------------------------ |
| 1976                   | Vereinigtes Königreich   | 1                        |
| 1977                   | Monaco                   | 4                        |
| 1978                   | Belgien                  | 2                        |
| 1979                   | Dänemark                 | 6                        |
| 1980                   | Irland                   | 1                        |
| 1981                   | Zypern                   | 6                        |
| 1982                   | Auf Teilnahme verzichtet | Auf Teilnahme verzichtet |
| 1983                   | Luxemburg                | 1                        |
| 1984                   | Auf Teilnahme verzichtet | Auf Teilnahme verzichtet |
| 1985                   | Frankreich               | 10                       |
| 1986                   | Auf Teilnahme verzichtet | Auf Teilnahme verzichtet |
| 1987                   | Zypern                   | 7                        |
| 1988                   | Niederlande              | 9                        |
| 1989                   | Österreich               | 5                        |
| 1990                   | Schweiz                  | 11                       |
| 1991                   | Zypern                   | 9                        |
| 1992                   | Irland                   | 1                        |
| 1993                   | Norwegen                 | 5                        |
| 1994                   | Zypern                   | 11                       |
| 1995                   | Norwegen                 | 1                        |
| 1996                   | Zypern                   | 9                        |
| 1997                   | Zypern                   | 5                        |
| 1998                   | Zypern                   | 11                       |
| 1999                   | Nicht qualifiziert       | Nicht qualifiziert       |
| 2000                   | Auf Teilnahme verzichtet | Auf Teilnahme verzichtet |
| 2001                   | Estland                  | 1                        |
| 2002                   | Zypern                   | 6                        |
| 2003                   | Zypern                   | 20                       |
| 2004                   | Zypern                   | 5                        |
| 2005                   | Zypern                   | 18                       |
| 2006                   | Finnland                 | 1                        |
| 2007                   | Bulgarien                | 5                        |
| 2008                   | Armenien                 | 4                        |
| 2009                   | Vereinigtes Königreich   | 5                        |
| 2010                   | Zypern                   | 21                       |
| 2011                   | Frankreich               | 15                       |
| 2012                   | Zypern                   | 16                       |
| 2013                   | Aserbaidschan            | 2                        |
| 2014                   | Österreich               | 1                        |
| 2015                   | Italien                  | 3                        |
| 2016                   | Russland (J)             | 3                        |
| 2016                   | Zypern (T)               | 21                       |
| 2017                   | Zypern (J & T)           | 21                       |
| 2018                   | Zypern (J & T)           | 2                        |
| 2019                   | Zypern (J & T)           | 13                       |
| 2020                   | Wettbewerb abgesagt      | Wettbewerb abgesagt      |
| 2021                   | Zypern (J & T)           | 16                       |
| 2022                   | Aserbaidschan (J)        | 16                       |
| 2022                   | Spanien (T)              | 3                        |
| 2023                   | Belgien (J)              | 7                        |
| 2023                   | Zypern (T)               | 12                       |
| 2024                   | Schweiz (J)              | 1                        |
| 2024                   | Zypern (T)               | 15                       |
| 2025                   | Frankreich (J)           | 7                        |
| 2025                   | Albanien (T)             | 8                        |

| Höchstwertung (Halbfinale) | Höchstwertung (Halbfinale) | Höchstwertung (Halbfinale) |
| Jahr                       | Land                       | Platz (Halbfinale)         |
| -------------------------- | -------------------------- | -------------------------- |
| 2004                       | Zypern                     | 5                          |
| 2005                       | Rumänien                   | 1                          |
| 2006                       | Zypern                     | 15                         |
| 2007                       | Zypern                     | 15                         |
| 2008                       | Armenien                   | 2                          |
| 2009                       | Zypern                     | 14                         |
| 2010                       | Albanien                   | 6                          |
| 2011                       | Albanien                   | 14                         |
| 2012                       | Zypern                     | 7                          |
| 2013                       | Aserbaidschan              | 1                          |
| 2014                       | Österreich                 | 1                          |
| 2015                       | Russland                   | 1                          |
| 2016                       | Russland (J)               | 1                          |
| 2016                       | Zypern (T)                 | 8                          |
| 2017                       | Armenien (J)               | 7                          |
| 2017                       | Zypern (T)                 | 5                          |
| 2018                       | Aserbaidschan (J)          | 11                         |
| 2018                       | Zypern (T)                 | 2                          |
| 2019                       | Zypern (J & T)             | 9                          |
| 2020                       | Wettbewerb abgesagt        | Wettbewerb abgesagt        |
| 2021                       | Moldau (J & T)             | 7                          |
| 2022                       | Albanien (J & T)           | 12                         |
| 2023                       | Zypern                     | 7                          |
| 2024                       | Armenien                   | 3                          |
| 2025                       | Israel                     | 1                          |

## Verschiedenes
- 2016 konnte sich Griechenland zum ersten Mal seit Einführung der Qualifikation bzw. der Halbfinale nicht für das Finale qualifizieren.
- 2013 schieden die Nachbarländer von Griechenland aus oder haben ihre Teilnahme abgesagt. Darunter Albanien, Türkei und Zypern, womit Griechenland letztendlich die 12 Punkte an Favorit Aserbaidschan gab, der am Ende Platz 2 belegte. 7 Punkte gab Italien an Griechenland, die Griechen gaben 6 Punkte zurück an die Italiener. Die Griechen waren wie im letzten Jahr das erste Land, das die ersten 12 Punkte bekam: Im letzten Jahr von Albanien, dieses Jahr von San Marino. Zugleich bekamen sie aber auch bei der letzten Abstimmung, als der Gewinner Dänemark schon feststand, wieder die 12 Punkte von Zypern.
- Die Sängerinnen Elpida und Anna Vissi traten sowohl für Zypern als auch für Griechenland an. Alexandros Panayi hatte Zypern bereits dreimal vertreten, bevor er sich 2005 für die griechische Vertreterin als Backgroundsänger bereitstellte.
- 2014 nahm Helena Paparizou, die 2005 den Eurovision Song Contest für Griechenland gewann, am schwedischen Vorentscheid teil und schaffte es bis ins Finale. Am Ende entschied man sich allerdings für Sanna Nielsen mit ihrem Song Undo.
- 2015 und 2024 verkündete Helena Paparizou die Punkte aus Griechenland. Sie gewann 2005 den Eurovision Song Contest für Griechenland.
- 2007, 2009 und 2011 erreichte Griechenland seine drei einzigen 7. Plätze, wobei die zwei letzteren davon beide dieselbe Punktzahl hatten.
- 2014 gab es erstmals seit der Einführung der Halbfinals keine Punkte für Griechenland aus Zypern, da Zypern den Eurovision Song Contest aus finanziellen Gründen absagte. Bereits fünf Monate später gab Zypern bekannt, dass sie 2015 wieder teilnehmen.
- 2015 vergab Griechenland zum ersten Mal seit der Einführung der Halbfinals nicht die Höchstpunktzahl 12 an Zypern, sondern nur 10 Punkte. Wiederum bekam Griechenland nur 8 Punkte aus Zypern. Griechenland vergab 2015 die Höchstpunktzahl an Italien, welches mit 292 Punkten den 3. Platz erreicht haben. Griechenland wurde mit 23 Punkten 19. von 27 Ländern.

## Impressionen

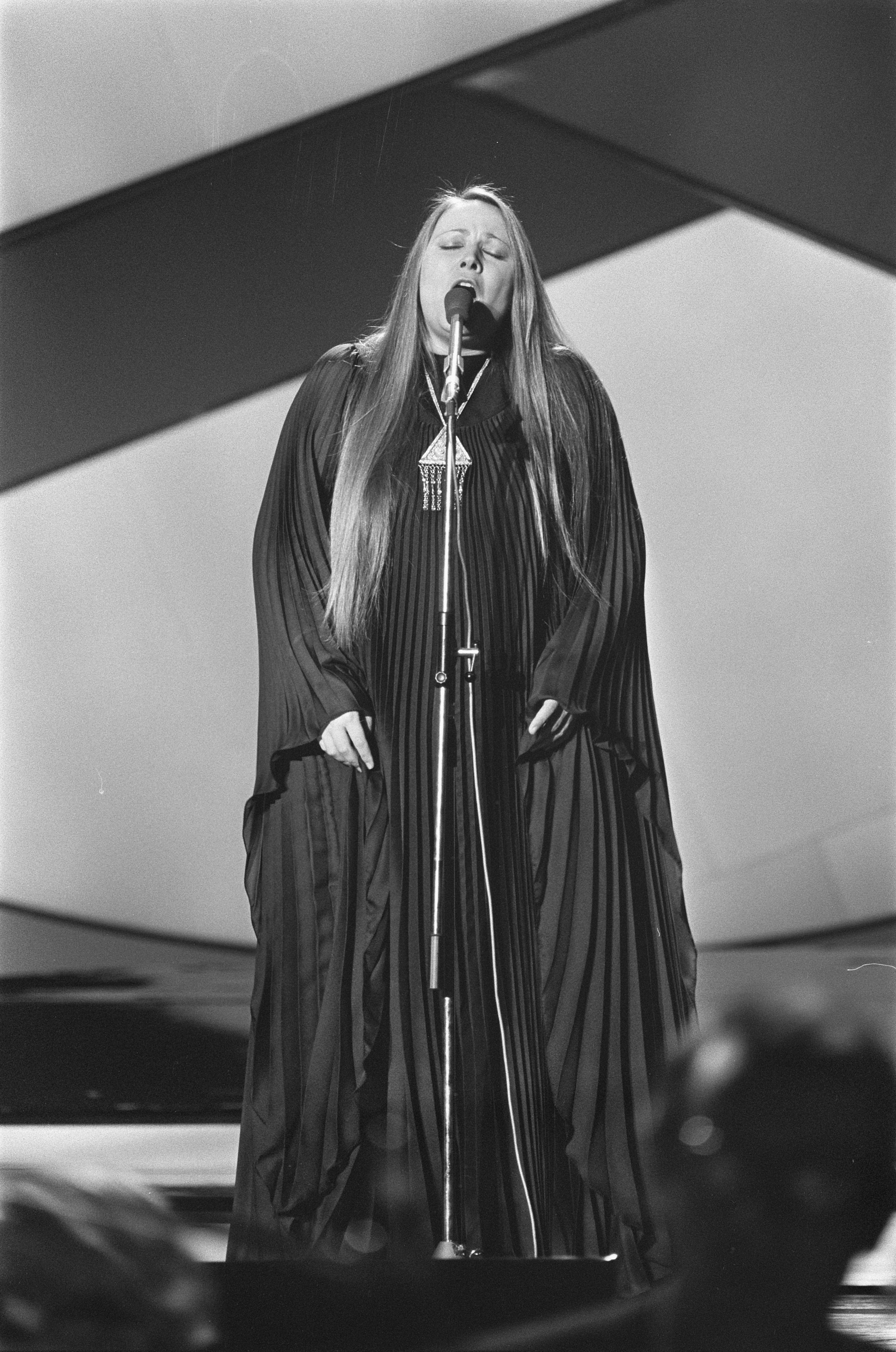
Mariza Koch 1976
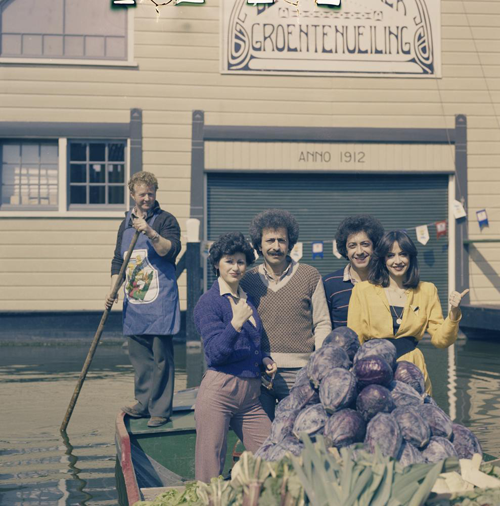
Anna Vissi & the Epikouri 1980
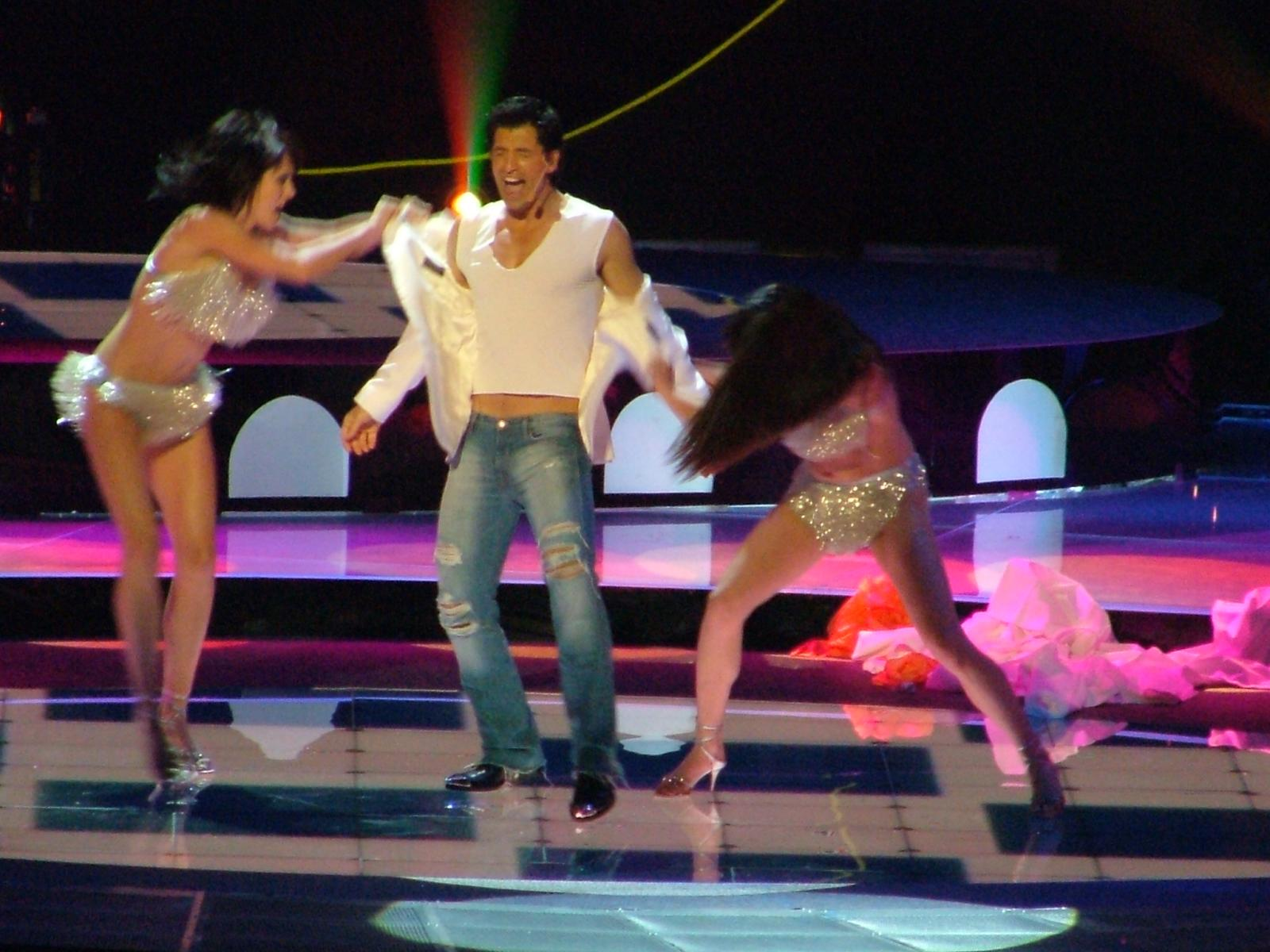
Sakis Rouvas 2004
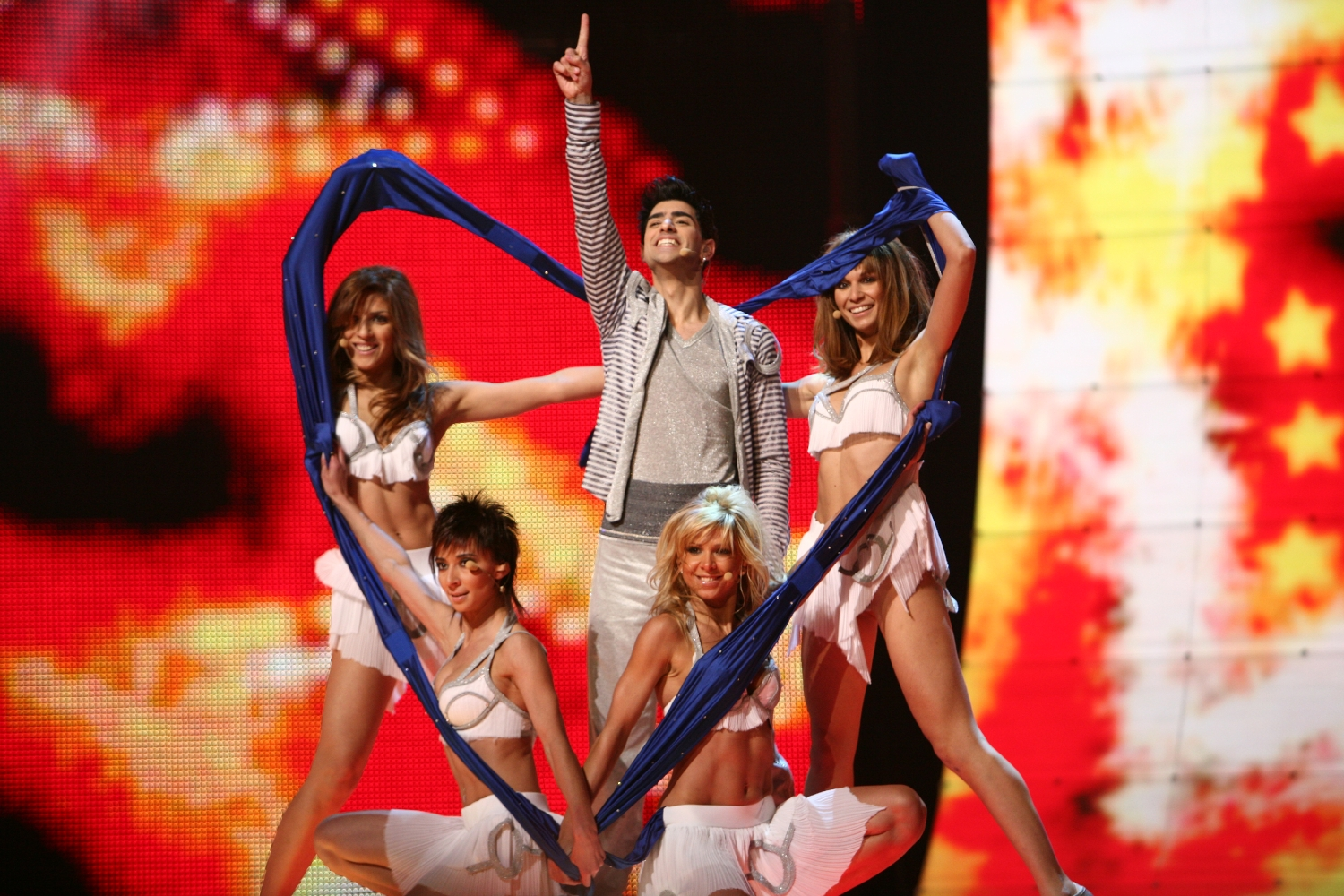
Sarbel 2007
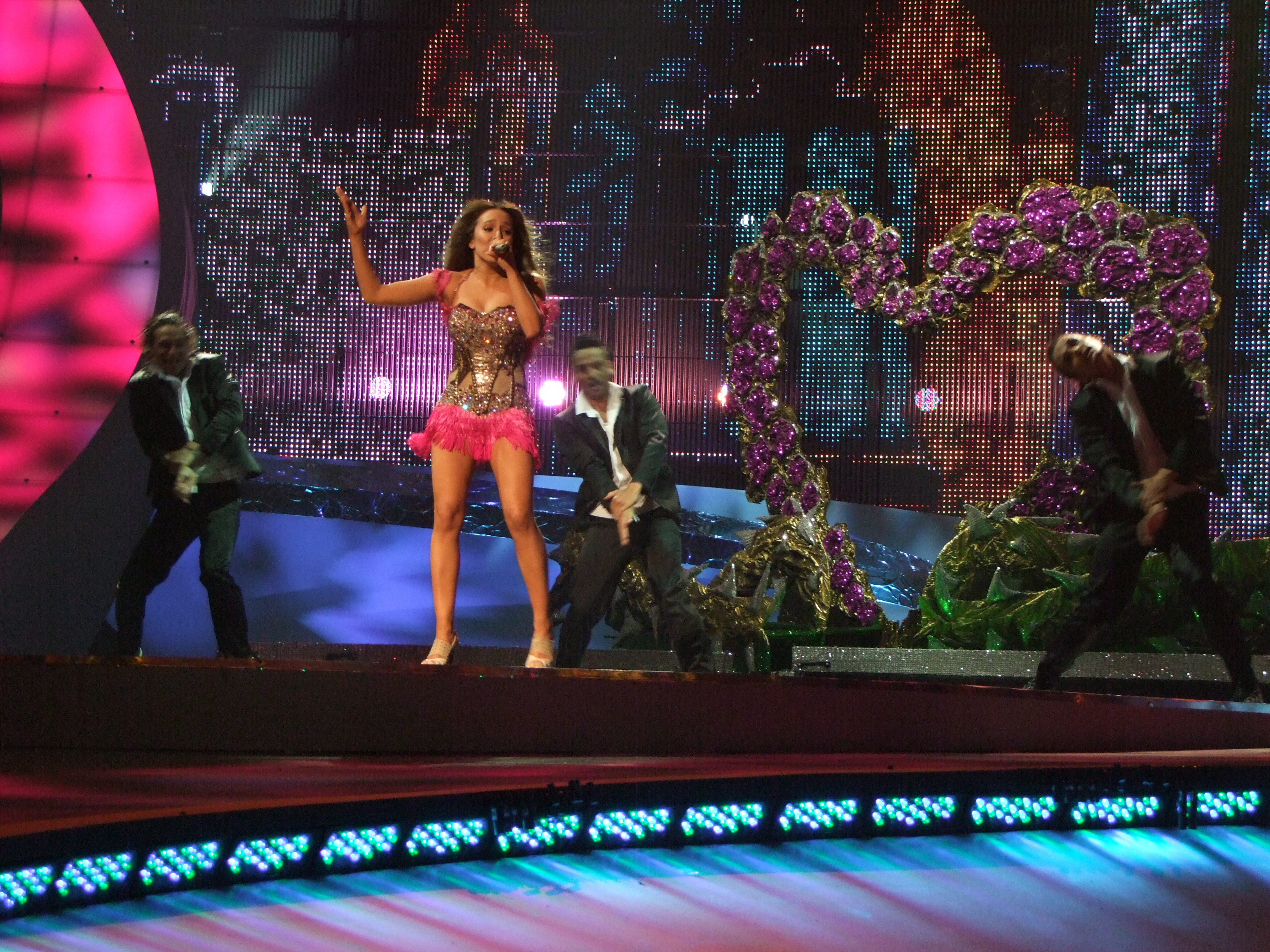
Kalomira 2008
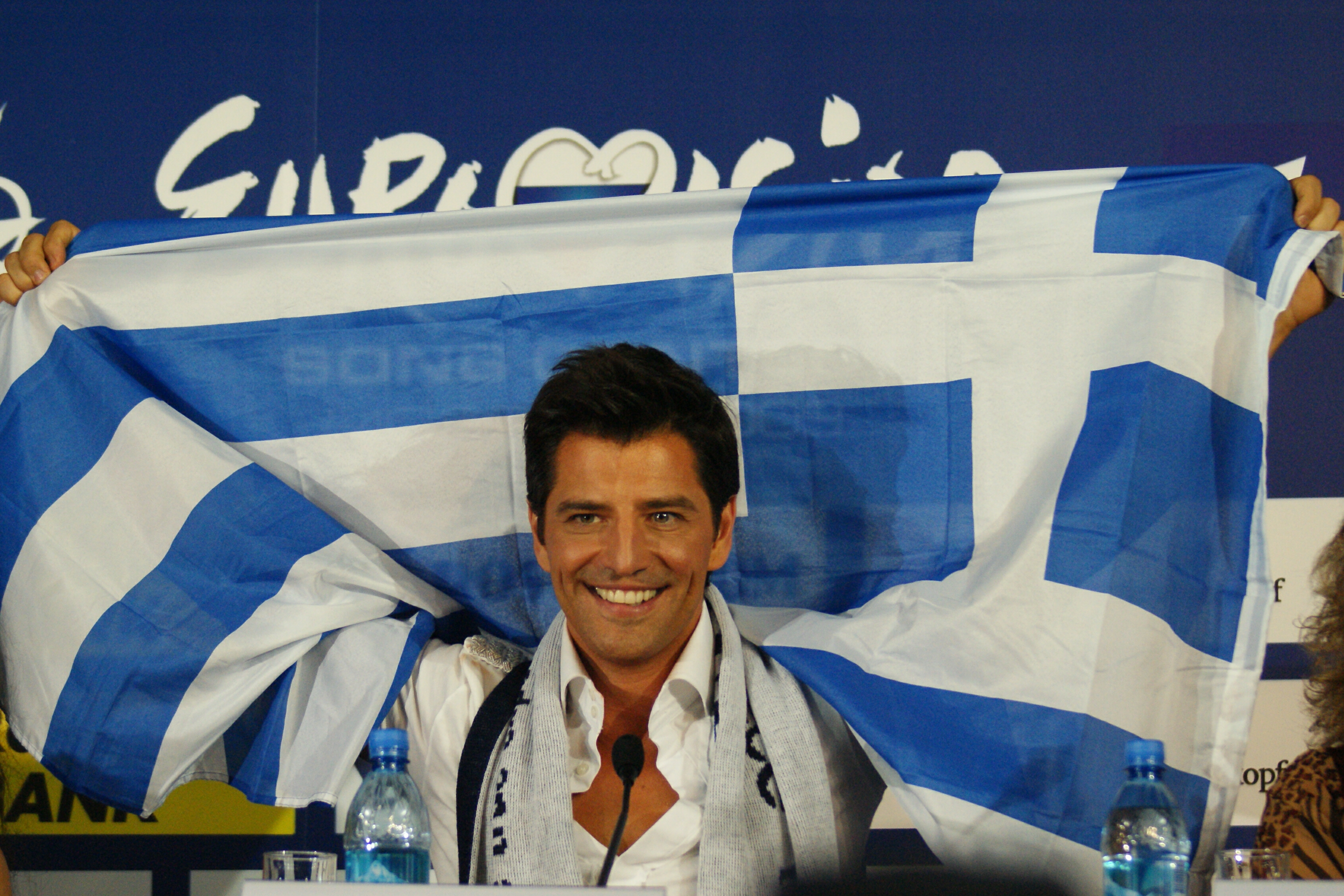
Sakis Rouvas 2009
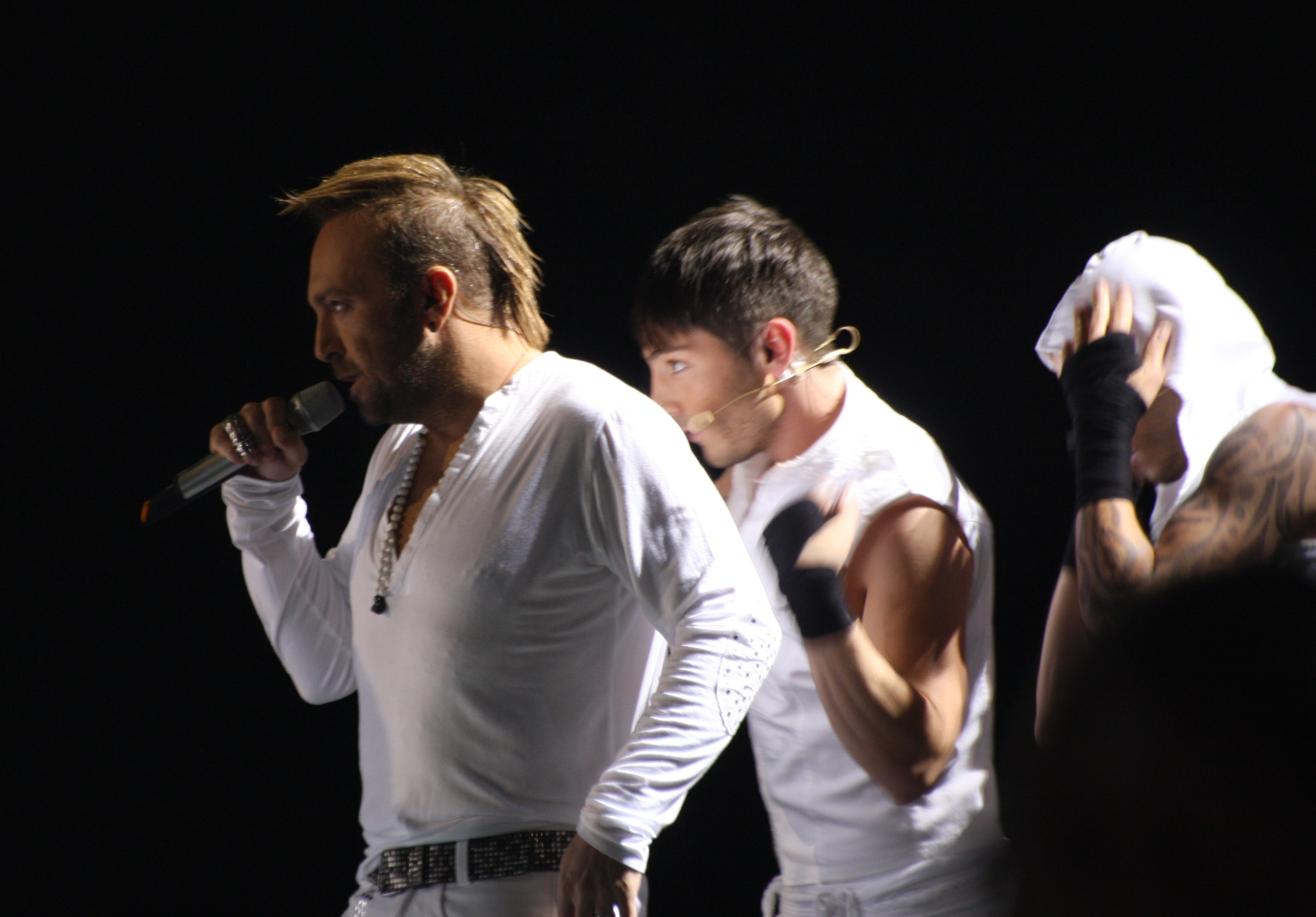
Giorgos Alkaios & Friends 2010
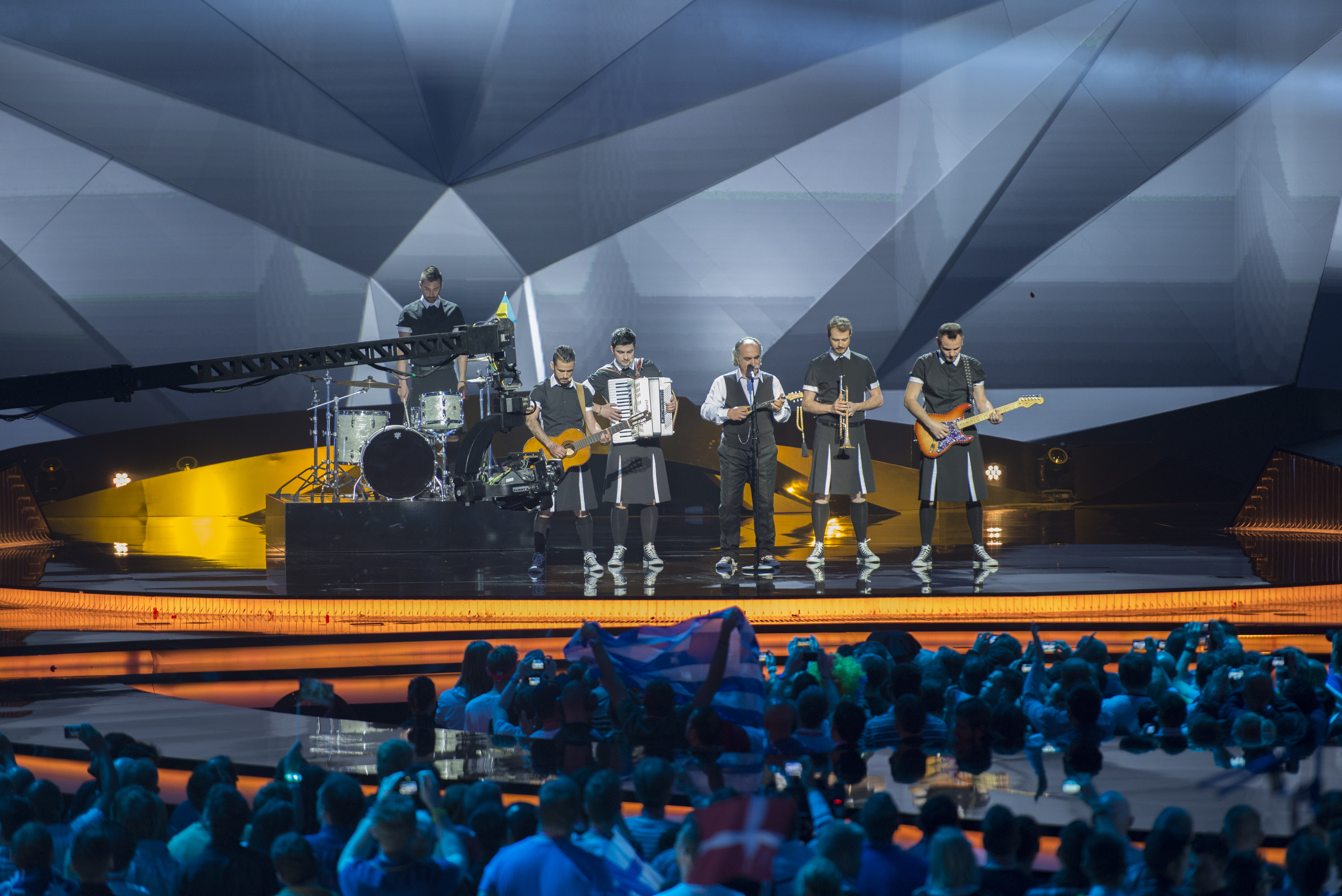
Koza Mostra und Agathonas Iakovidis 2013
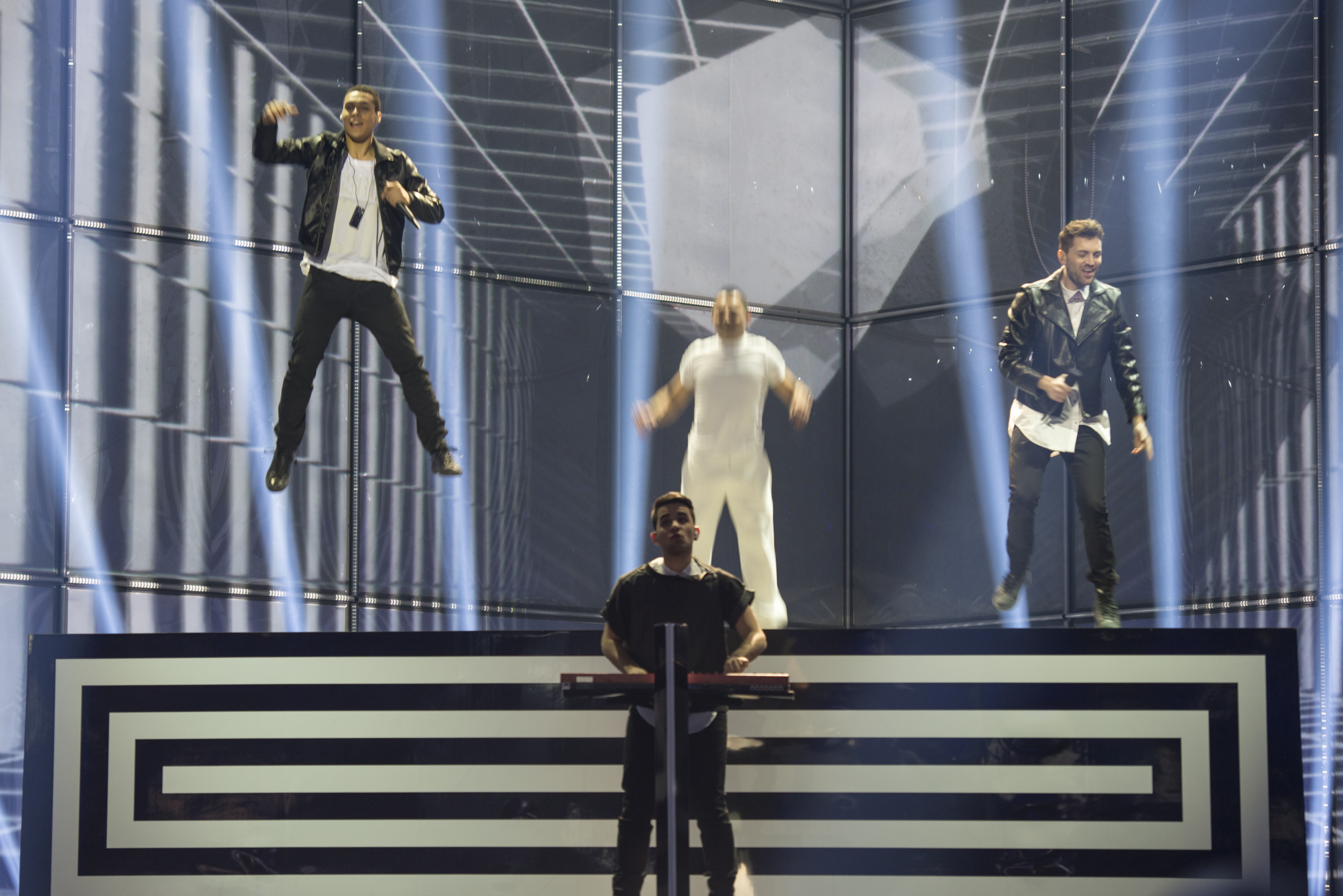
Freaky Fortune feat. Risky Kidd 2014
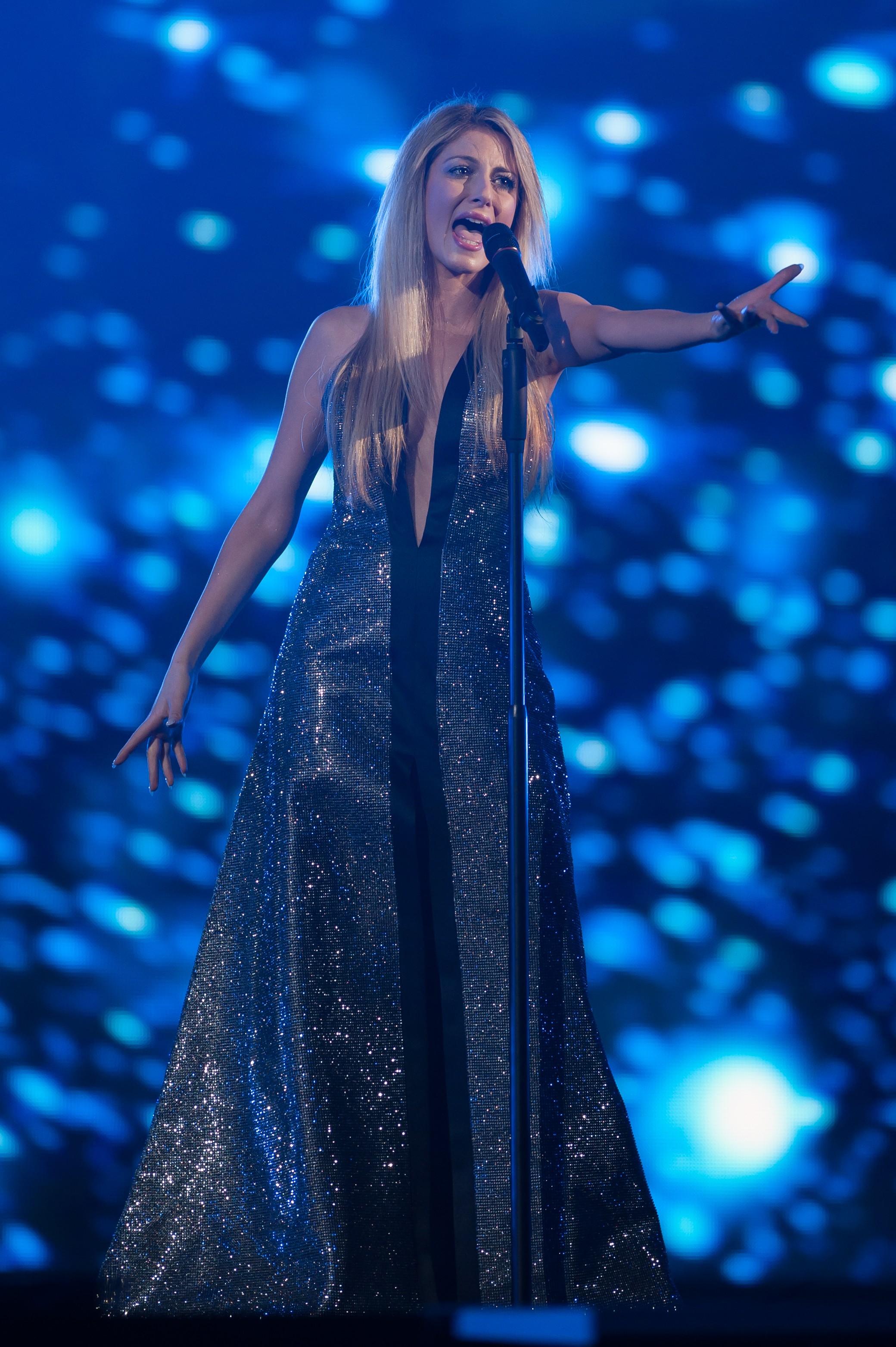
Maria Elena Kyriakou 2015
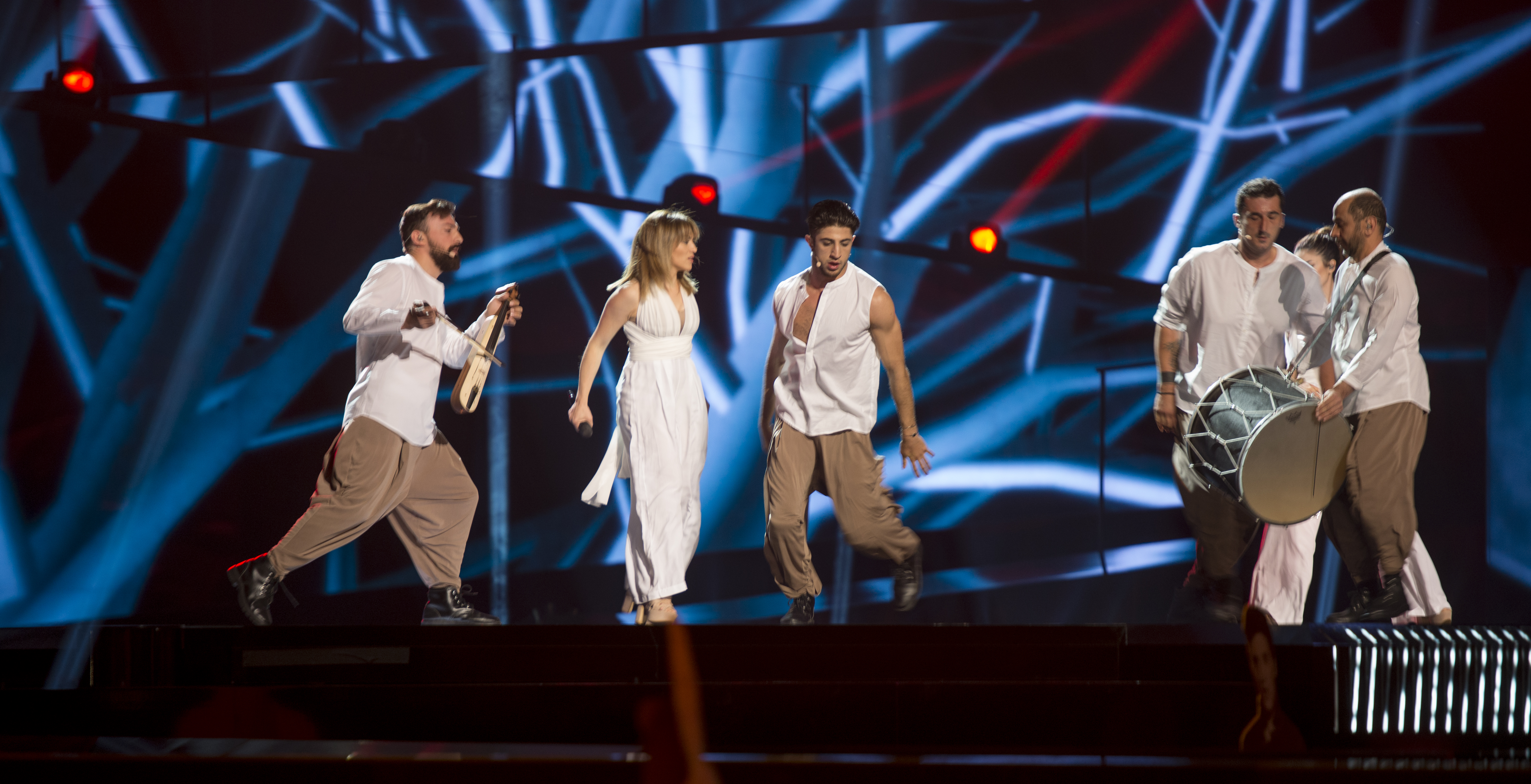
Argo 2016
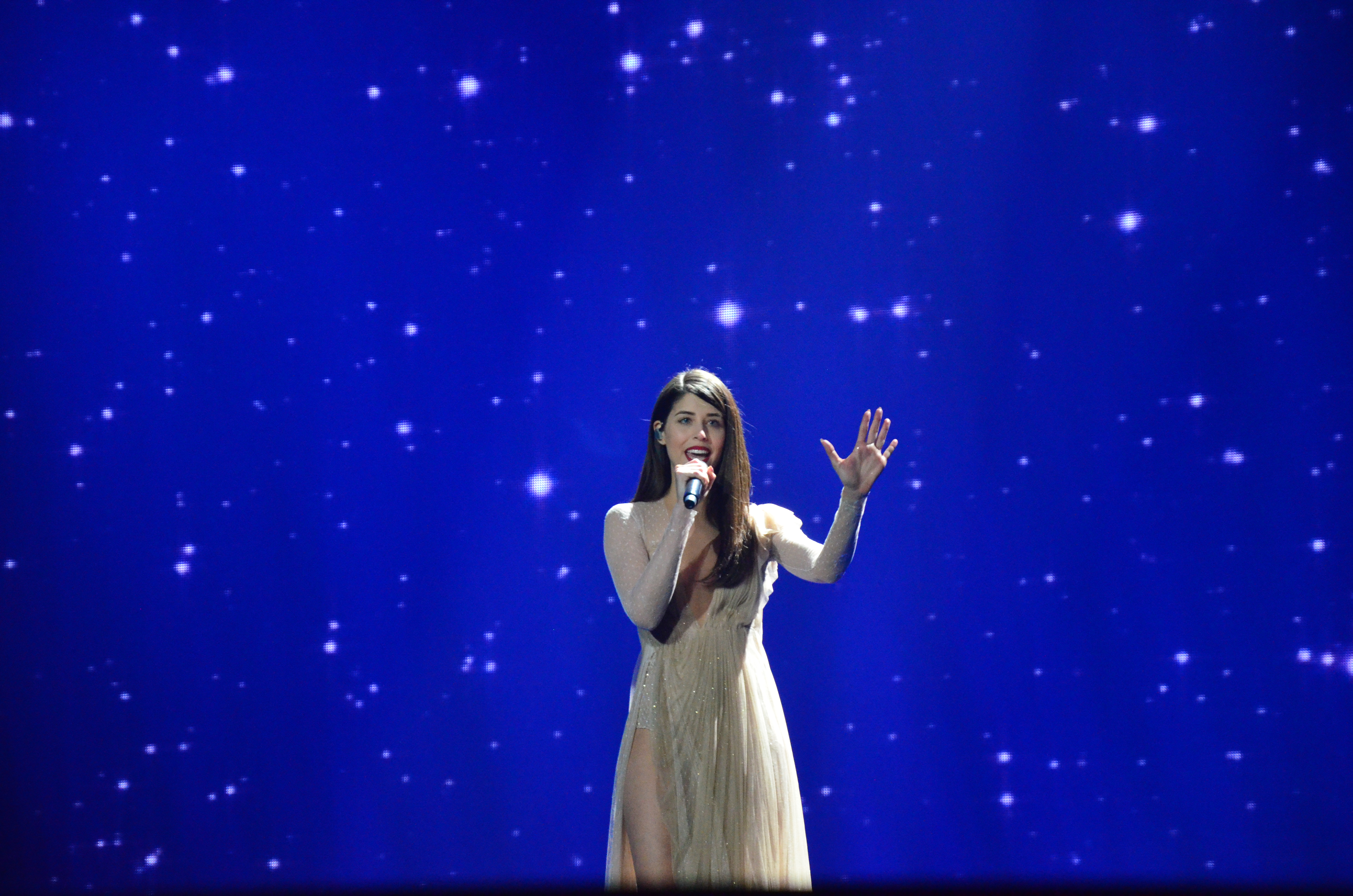
Demy 2017
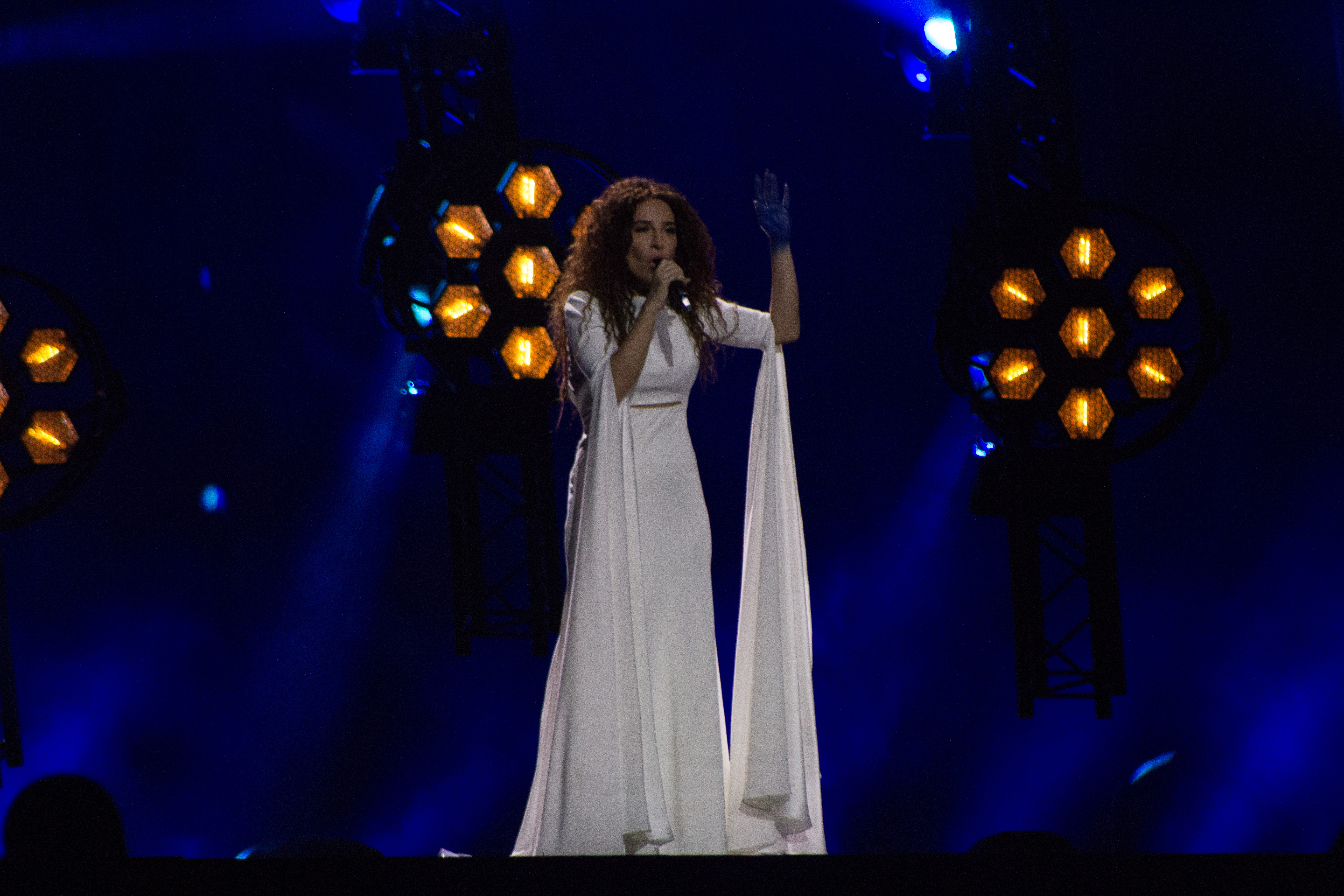
Yianna Terzi 2018
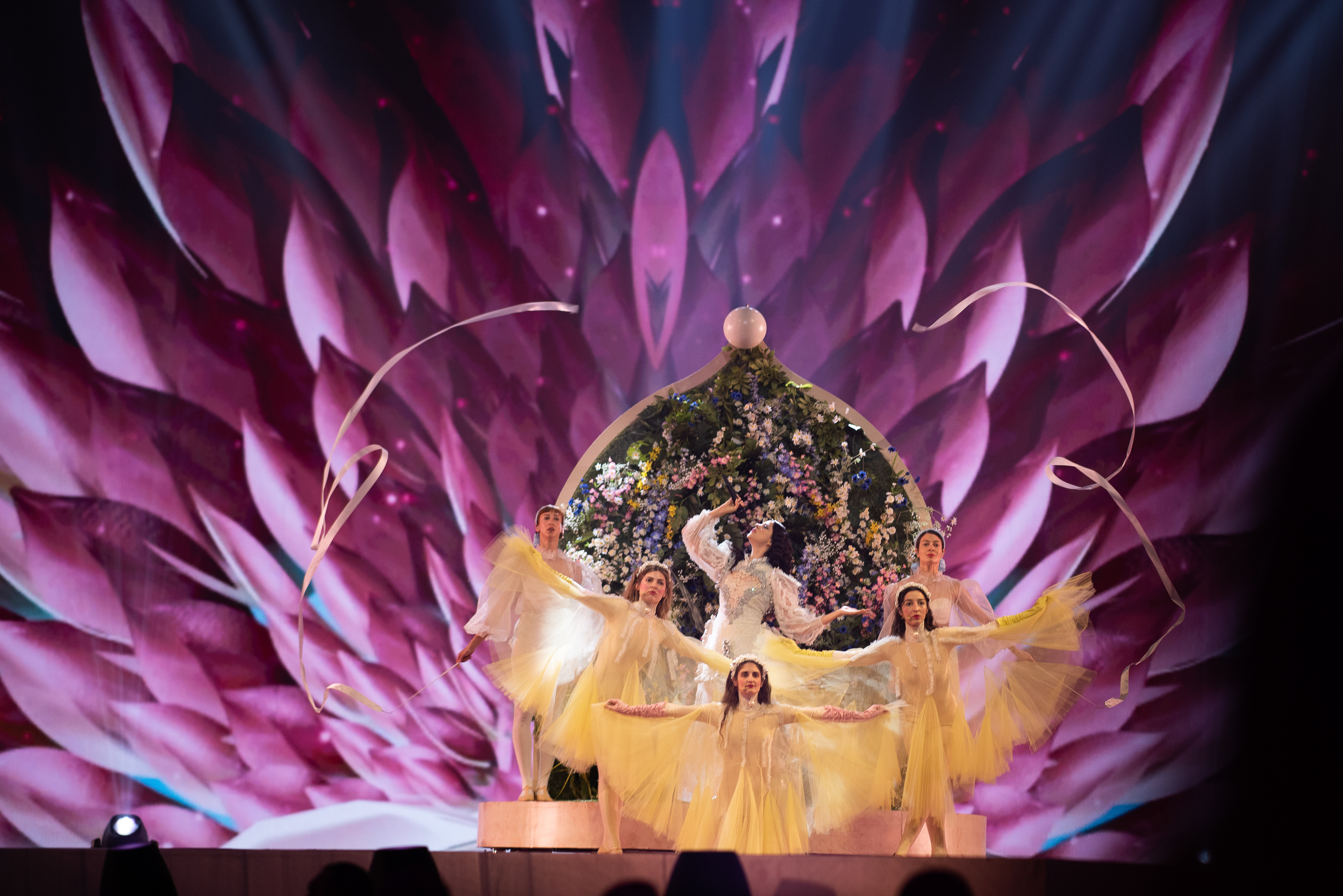
Katerine Duska 2019
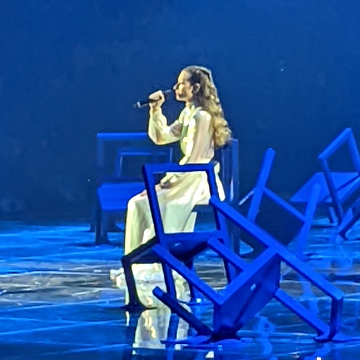
Amanda Tenfjord 2022
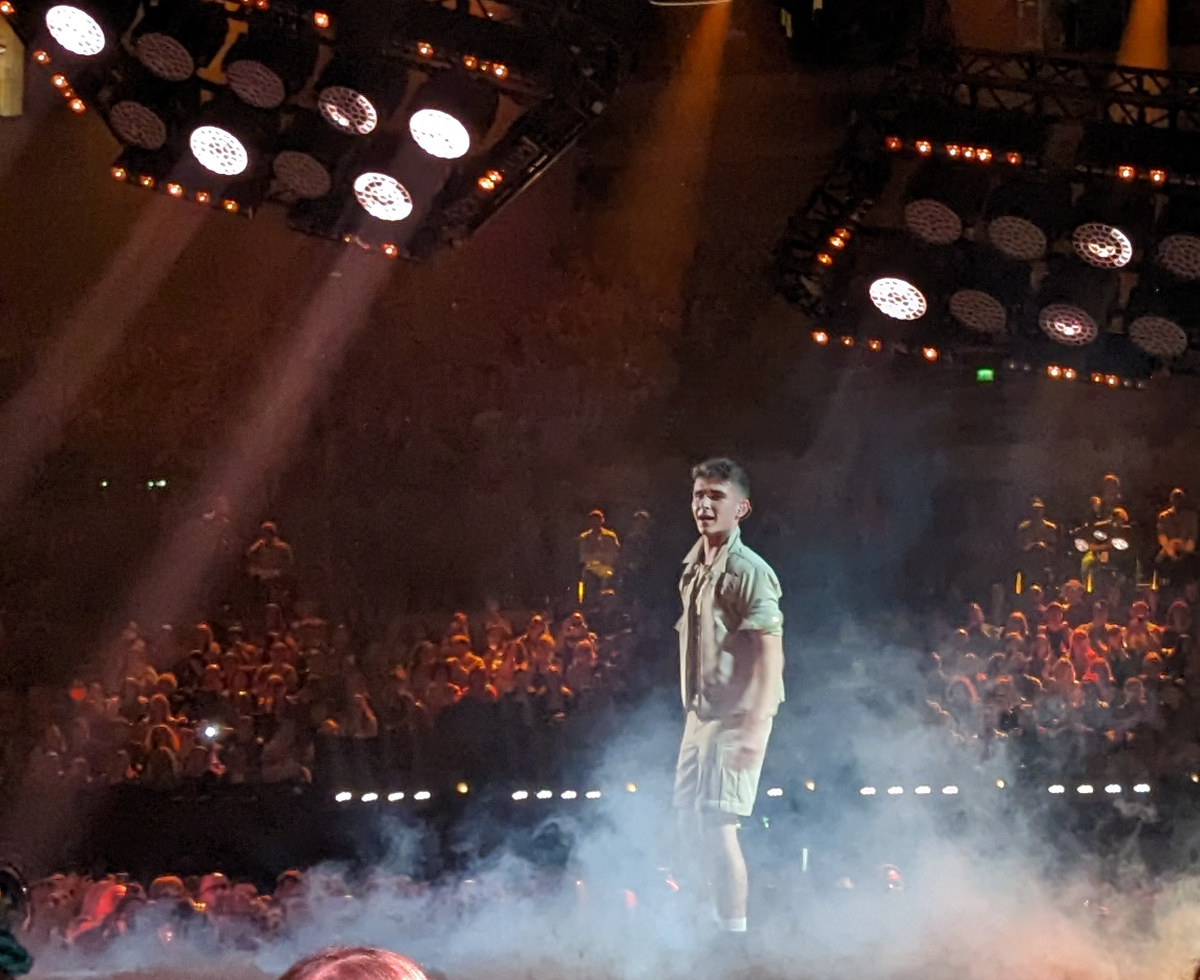
Victor Vernicos 2023
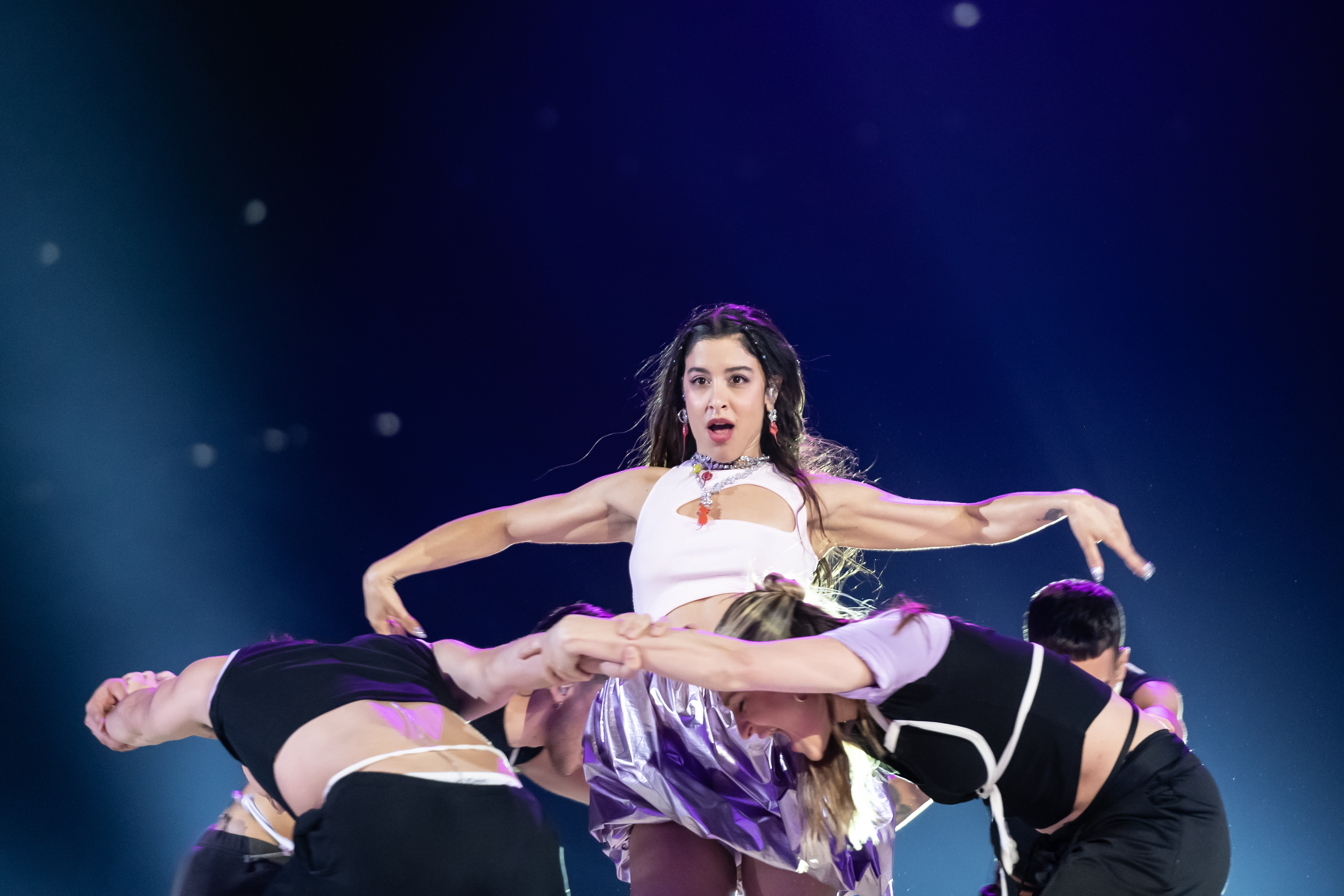
Marina Satti 2024
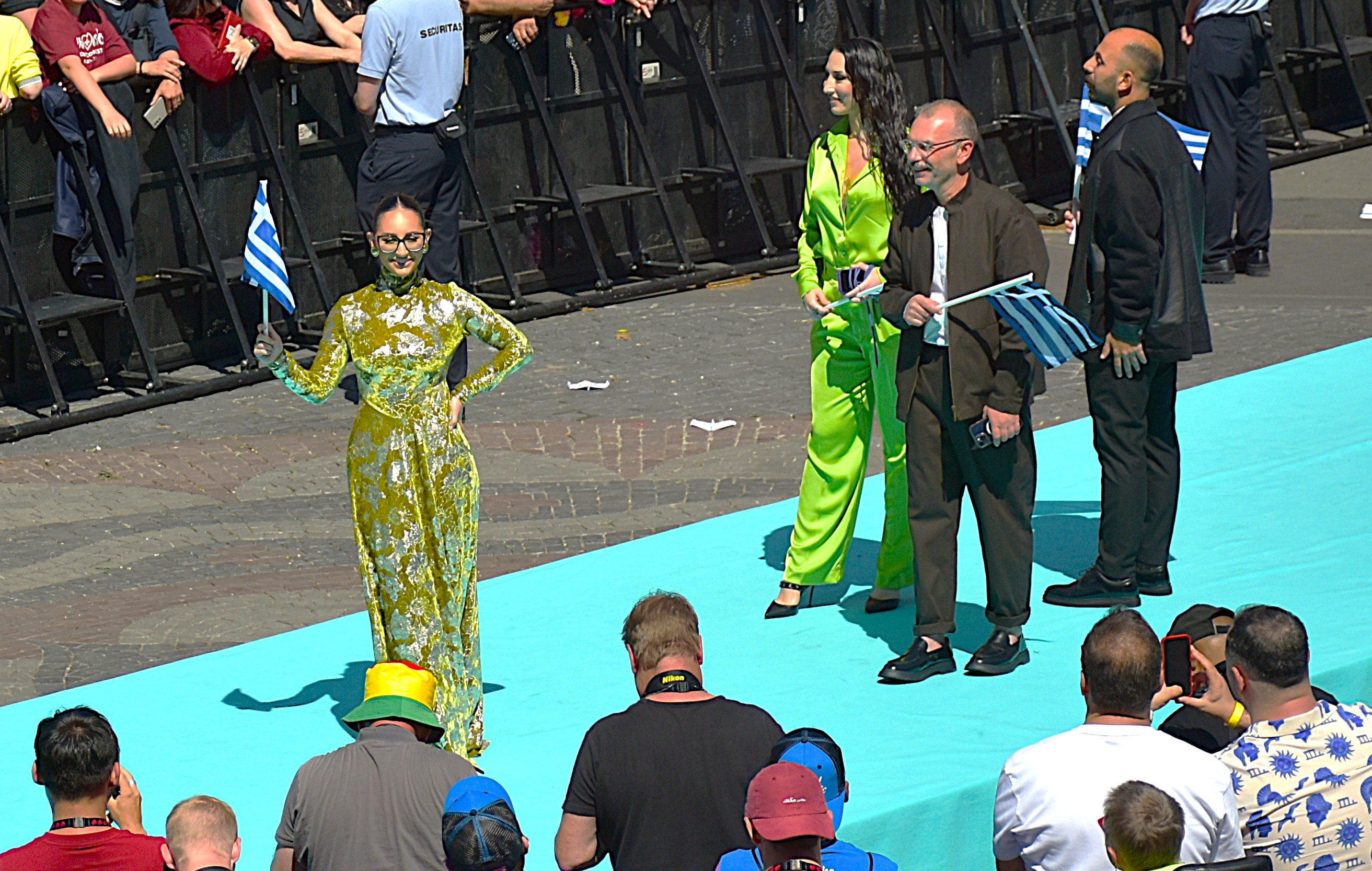
Klavdia 2025

## Tonträger
2006 erschien bei Sony Music – BMG (Griechenland) die Doppel-CD Eurosongs, auf der alle 26 griechischen Beiträge zum Song Contest von 1974 bis 2005 in Originalfassung enthalten sind.